# Список сезонов Премьер-лиги КВН (2003—2012)
Премьер-лига КВН — вторая по значимости лига КВН ТТО «АМиК» и телепередача Первого канала.
В данном списке представлены первые десять сезонов лиги.
О сезонах 2013 и далее см. Список сезонов Премьер-лиги КВН (2013—).

## Сезон 2003
Сезон Премьер-лиги КВН 2003 года — 1-й сезон Премьер-лиги КВН, объявлен «Сезоном новых проектов». Премьер-лига КВН позволила создать вторую лигу, трансляции которой тоже проходят на Первом канале, а значит — показать зрителю большее количество команд, многие из которых позже станут новыми участниками Высшей лиги. Чемпиону Премьер-лиги гарантировано первое место в списке Высшей лиги последующего сезона (как и чемпиону Первой лиги до 2004 года).
Ведущим лиги был назначен Александр Масляков-младший, редакторами — Михаил Гуликов из команды «Запорожье — Кривой Рог — Транзит» и Валентин Иванов из команды ХАИ. В жюри было решено приглашать КВНщиков.
Первый сезон проходил по следующей схеме: четыре игры 1/8-й финала, за ними три четвертьфинала, два полуфинала и финал. После игр 1/8-й финала Высшей лиги в Премьер-лигу переходят две команды, не прошедшие в четвертьфинал.
В первый сезон Премьер-лиги были приглашены как новые и неизвестные широкой публике команды, так и знакомые команды, которые уже играли в Высшей лиге.

### Состав
В сезон Премьер-лиги 2003 были приглашены 18 команд, ещё две были добавлены после 1/8-й финала Высшей лиги:
1. Подмосковный легион (Коломна) — полуфиналисты лиги «Олимп»
2. ММА имени Сеченова (Москва) — чемпионы лиги «Олимп»
3. Нарты из Абхазии (Сухум) — чемпионы лиги «Олимп»
4. Славутич (Запорожье) — чемпионы Днепровской лиги (под названием «Будильник»)
5. Не парни (Екатеринбург) — в сезоне 2002 играли в Слобожанской лиге, выступали под названием «УрГПУ»
6. Резус-фактор (Одесса) — чемпионы Слобожанской лиги
7. Обычные люди (Москва) — полуфиналисты Слобожанской лиги, выступали под названием «МЭИ»
8. Регион-13 (Саранск) — чемпионы лиги «Поволжье»
9. Вятка-автомат (Киров) — участники Первой лиги
10. Классные пацаны (Навои) — четвертьфиналисты Первой лиги
11. РосНоУ (Москва) — полуфиналисты Первой лиги, играли также под названием «Москвой объединённые»
12. Левый берег (Красноярск) — полуфиналисты Первой лиги
13. ПриМа (Курск) — четвертьфиналисты Открытой украинской лиги
14. Лица Уральской НАциональности (Челябинск) — новый проект челябинских КВНщиков, сборная команд «ЧГМА» и «ЧГАУ»
15. Белорусская сборная (Минск) — сборная белорусских команд
16. Сборная Луганска и Таганрога (Луганск — Таганрог) — сборная команд КВН «Ва-Банкъ» и «Тихий Дон»
17. Сборная Харькова (Харьков) — участники Высшей лиги
18. Три толстяка (Хмельницкий) — чемпионы Открытой украинской лиги, участники Высшей лиги в 2001 году
19. Добрянка (Добрянка) — выступали под названием «Есть контакт!», начали сезон в Высшей лиге
20. Дизель (Николаев) — начали сезон в Высшей лиге

Чемпионами сезона стали команды КВН «Регион-13» и «Левый берег».

### Игры

#### ⅛ финала
Первая ⅛ финала
- Дата игры: 1 апреля 2003
- Тема игры: Первые проекты Премьер-лиги
- Команды: РосНоУ (Москва), Вятка-автомат (Киров), ПриМа (Курск), Нарты из Абхазии (Сухум), Резус-фактор (Одесса)
- Жюри: Олег Комаров, Леонид Купридо, Сергей Сивохо, Вадим Галыгин, Евгений Никишин, Валерий Закутский
- Конкурсы: Приветствие («Я шагаю по Москве»), Разминка («А у нас во дворе…»), Музыкальный конкурс («Московский бит»)

| Команда          | Приветствие | Разминка | общий | Муз. конкурс | Итого |
| ---------------- | ----------- | -------- | ----- | ------------ | ----- |
| РосНоУ           | 5           | 4        | 9     | 5            | 14    |
| Резус-фактор     | 4,2         | 4,6      | 8,8   | 4,2          | 13    |
| ПриМа            | 4,4         | 4        | 8,4   | 4            | 12,4  |
| Нарты из Абхазии | 5           | 5        | 10    | 5            | 15    |
| Вятка-автомат    | 4           | 4,8      | 8,8   | 5            | 13,8  |

Результат игры:
1. Нарты из Абхазии
2. РосНоУ
3. Вятка-автомат
4. Резус-фактор
5. ПриМа

Вторая ⅛ финала
- Дата игры: 3 апреля 2003
- Тема игры: Мода-2003
- Команды: МЭИ (Москва), Левый берег (Красноярск), Белорусская сборная (Минск), Сборная Харькова (Харьков), Регион-13 (Саранск)
- Жюри: Олег Комаров, Сергей Писаренко, Татьяна Лазарева, Сергей Сивохо, Гарик Мартиросян, Валерий Закутский
- Конкурсы: Приветствие («Встречают по одёжке»), Разминка («Свой фасон»), Музыкальный конкурс («Свободный покрой»)

| Команда             | Приветствие | Разминка | общий | Муз. конкурс | Итого |
| ------------------- | ----------- | -------- | ----- | ------------ | ----- |
| МЭИ                 | 5           | 5,2      | 10,2  | 4,4          | 14,6  |
| Регион-13           | 5           | 5        | 10    | 5            | 15    |
| Сборная Харькова    | 5           | 5,4      | 10,4  | 4,4          | 14,8  |
| Левый берег         | 5           | 5,8      | 10,8  | 4            | 14,8  |
| Белорусская сборная | 5           | 5,2      | 10,2  | 4,4          | 14,6  |

Результат игры:
1. Регион-13
2. Левый берег; Сборная Харькова
3. Белорусская сборная; МЭИ

Третья ⅛ финала
- Дата игры: 28 мая 2003
- Тема игры: Большой большой секрет
- Команды: Подмосковный легион (Коломна), Классные пацаны (Навои), Славутич (Запорожье), Сборная Луганска и Таганрога (Луганск — Таганрог), Есть Контакт! (Добрянка)
- Жюри: Дмитрий Хрусталёв, Григорий Малыгин, Сергей Сивохо, Гарик Мартиросян, Валерий Закутский
- Конкурсы: Приветствие («КВН открывает секреты»), Разминка («Секретные материалы»), Музыкальный конкурс («Большой секрет для маленькой компании»)

| Команда             | Приветствие | Разминка | общий | Муз. конкурс | Итого |
| ------------------- | ----------- | -------- | ----- | ------------ | ----- |
| Подмосковный легион | 4,3         | 5,4      | 9,7   | 5            | 14,7  |
| Луганск и Таганрог  | 4,8         | 5,8      | 10,6  | 4,8          | 15,4  |
| Классные пацаны     | 4,5         | 5,8      | 10,3  | 4,3          | 14,6  |
| Славутич            | 5           | 6        | 11    | 4,6          | 15,6  |
| Добрянка            | 5           | 5,6      | 10,6  | 5            | 15,6  |

Результат игры:
1. Есть контакт!; Славутич
2. Сборная Луганска и Таганрога
3. Подмосковный легион
4. Классные пацаны

- На двух первых играх Масляков старший сидел в зале. Начиная с этой игры Александр Васильевич смотрит игры Премьер-лиги с балкона.

Четвёртая ⅛ финала
- Дата игры: 30 мая 2003
- Тема игры: Большая прогулка
- Команды: ММА имени Сеченова (Москва), Три толстяка (Хмельницкий), Дизель (Николаев), УрГПУ (Екатеринбург), Лица Уральской НАциональности (Челябинск)
- Жюри: Сергей Белоголовцев, Евгений Агабеков, Сергей Сивохо, Андрей Чивурин, Валерий Закутский, Дмитрий Хрусталёв
- Конкурсы: Приветствие («От Москвы до самых до окраин»), Разминка («Охотники на привале»), Музыкальный конкурс («Тот, кто с песней по жизни шагает…»)

| Команда            | Приветствие | Разминка | общий | Муз. конкурс | Итого |
| ------------------ | ----------- | -------- | ----- | ------------ | ----- |
| ММА имени Сеченова | 4,6         | 5,5      | 10,1  | 4,8          | 14,9  |
| Дизель             | 4,6         | 5,3      | 9,9   | 4,8          | 14,7  |
| УрГПУ              | 4,9         | 5        | 9,9   | 4,7          | 14,6  |
| Три толстяка       | 4,2         | 5,6      | 9,8   | 4,3          | 14,1  |
| ЛУНа               | 5           | 5,3      | 10,3  | 5            | 15,3  |

Результат игры:
1. Лица Уральской НАциональности
2. ММА имени Сеченова
3. Дизель
4. УрГПУ
5. Три толстяка

После четырёх игр членам жюри разрешили добрать ещё две команды в четвертьфинал. Было решено добрать команды Вятка-автомат (первая игра) и Дизель (четвёртая игра) — из каждой игры в четвертьфинал попали три команды. Итого, в четвертьфинал Премьер-лиги прошли 12 команд, было решено провести три четвертьфинала (изначально планировались только два).

#### Четвертьфиналы
Первый ¼ финал
- Дата игры: 15 сентября 2003
- Тема игры: Академический отпуск
- Команды: ММА имени Сеченова (Москва), Сборная Луганска и Таганрога (Луганск — Таганрог), Левый берег (Красноярск), Нарты из Абхазии (Сухум)
- Жюри: Евгений Агабеков, Анатолий Бурносов, Андрей Чивурин, Игорь Диденко, Гарик Мартиросян, Валерий Закутский
- Конкурсы: Приветствие («Не хочу учиться, а хочу…»), Разминка («Вопросы на засыпку»), Музыкальное домашнее задание («Гуляй, пока молодой!»)

| Команда            | Приветствие | Разминка | общий | МДЗ | Итого |
| ------------------ | ----------- | -------- | ----- | --- | ----- |
| Луганск и Таганрог | 4,5         | 5,2      | 9,7   | 6,6 | 16,3  |
| ММА имени Сеченова | 4,7         | 5,5      | 10,2  | 6,8 | 17    |
| Нарты из Абхазии   | 5           | 5,4      | 10,4  | 7   | 17,4  |
| Левый берег        | 5           | 5,4      | 10,4  | 6,9 | 17,3  |

Результат игры:
1. Нарты из Абхазии
2. Левый берег
3. ММА имени Сеченова
4. Сборная Луганска и Таганрога

Второй ¼ финал
- Дата игры: 17 сентября 2003
- Тема игры: Всемирная паутина
- Команды: РосНоУ (Москва), Вятка-автомат (Киров), Дизель (Николаев), Есть контакт! (Добрянка)
- Жюри: Игорь Диденко, Виталий Коломиец, Андрей Чивурин, Игорь Харламов, Валерий Закутский
- Конкурсы: Приветствие («Наш сайт»), Разминка («Забор»), Музыкальное домашнее задание («Компьютерные игры»)

| Команда       | Приветствие | Разминка | общий | МДЗ | Итого |
| ------------- | ----------- | -------- | ----- | --- | ----- |
| Дизель        | 4,9         | 5,5      | 10,4  | 6,9 | 17,3  |
| Вятка-автомат | 4,8         | 5,1      | 9,9   | 7   | 16,9  |
| РосНоУ        | 4,6         | 5,3      | 9,9   | 6,5 | 16,4  |
| Добрянка      | 5           | 5,2      | 10,2  | 7   | 17,2  |

Результат игры:
1. Дизель
2. Есть контакт!
3. Вятка-автомат
4. РосНоУ

Третий (дополнительный) ¼ финал
- Дата игры: 19 сентября 2003
- Тема игры: Осенний марафон
- Команды: Славутич (Запорожье), Сборная Харькова (Харьков), Регион-13 (Саранск), Лица Уральской НАциональности (Челябинск)
- Жюри: Семён Слепаков, Григорий Гаспарян, Андрей Чивурин, Сангаджи Тарбаев, Вадим Галыгин
- Конкурсы: Приветствие («На старт…»), Разминка («Внимание…»), Музыкальное домашнее задание («Марш!»)

| Команда          | Приветствие | Разминка | общий | МДЗ | Итого |
| ---------------- | ----------- | -------- | ----- | --- | ----- |
| ЛУНа             | 4,9         | 5        | 9,9   | 7   | 16,9  |
| Славутич         | 4,4         | 4,8      | 9,2   | 6,8 | 16    |
| Сборная Харькова | 4,8         | 4,9      | 9,7   | 7   | 16,7  |
| Регион-13        | 5           | 4,9      | 9,9   | 7   | 16,9  |

Результат игры:
1. Регион-13; Лица Уральской НАциональности
2. Сборная Харькова
3. Славутич

По итогам трёх четвертьфинальных игр членам жюри разрешили добрать ещё две команды. Было решено пригласить в полуфинал занявшую второе место в третьей игре, команду Сборная Харькова, а также команду ММА имени Сеченова из первой игры, но поскольку москвичи отказались от добора, на их место была приглашена команда Вятка-автомат (вторая игра).

#### Полуфиналы
Первый полуфинал
- Дата игры: 2 ноября 2003
- Тема игры: Легенды и мифы Премьер-лиги: тетрадь I
- Команды: Вятка-автомат (Киров), Нарты из Абхазии (Сухум), Дизель (Николаев), Лица Уральской НАциональности (Челябинск)
- Жюри: Игорь Харламов, Сангаджи Тарбаев, Андрей Чивурин, Бахрам Багир-Заде, Валерий Закутский
- Конкурсы: Приветствие («На пол-пути к Олимпу»), Разминка («Легенда гласит…»), Музыкальное домашнее задание («Долина смеха»)

| Команда          | Приветствие | Разминка | общий | МДЗ | Итого |
| ---------------- | ----------- | -------- | ----- | --- | ----- |
| ЛУНа             | 5           | 5,5      | 10,5  | 6,6 | 17,1  |
| Дизель           | 5           | 5,5      | 10,5  | 7   | 17,5  |
| Нарты из Абхазии | 5           | 5,3      | 10,3  | 7   | 17,3  |
| Вятка-автомат    | 5           | 4,5      | 9,5   | 6   | 15,5  |

Результат игры:
1. Дизель
2. Нарты из Абхазии
3. Лица Уральской НАциональности
4. Вятка-автомат

Второй полуфинал
- Дата игры: 4 ноября 2003
- Тема игры: Легенды и мифы Премьер-лиги: тетрадь II
- Команды: Сборная Харькова (Харьков), Регион-13 (Саранск), Левый берег (Красноярск), Есть контакт! (Добрянка)
- Жюри: Игорь Харламов, Сангаджи Тарбаев, Андрей Чивурин, Бахрам Багир-Заде, Валерий Закутский
- Конкурсы: Приветствие («Легенда о команде КВН…»), Разминка («Старики из Высшей лиги поговаривают…»), Музыкальное домашнее задание («Сказание о Премьер-лиге»)

| Команда          | Приветствие | Разминка | общий | МДЗ | Итого |
| ---------------- | ----------- | -------- | ----- | --- | ----- |
| Левый берег      | 4,9         | 5,8      | 10,7  | 7   | 17,7  |
| Сборная Харькова | 4,8         | 5,4      | 10,2  | 6,3 | 16,5  |
| Добрянка         | 4,4         | 5,2      | 9,6   | 6,5 | 16,1  |
| Регион-13        | 5           | 5,5      | 10,5  | 7   | 17,5  |

Результат игры:
1. Левый берег
2. Регион-13
3. Сборная Харькова
4. Есть контакт!

- Проигрыш команды «Есть контакт!», чемпиона Первой лиги 2002, положил начало «традиции» — чемпион Первой лиги никогда не доходил до финала Премьер-лиги. Эта «традиция» была прервана лишь в 2010 году, когда оба чемпиона Первой лиги 2009 попали в финал.

#### Финал
- Дата игры: 8 декабря 2003
- Тема игры: Выпускной бал
- Команды: Регион-13 (Саранск), Нарты из Абхазии (Сухум), Дизель (Николаев), Левый берег (Красноярск)
- Жюри: Михаил Галустян, Сангаджи Тарбаев, Андрей Чивурин, Семён Слепаков, Валерий Закутский
- Конкурсы: Приветствие («Последний звонок»), Разминка («Контрольная работа»), Музыкальное домашнее задание («Сочинение на вольную тему»)

| Команда          | Приветствие | Разминка | общий | МДЗ | Итого |
| ---------------- | ----------- | -------- | ----- | --- | ----- |
| Регион-13        | 4,8         | 4        | 8,8   | 7   | 15,8  |
| Нарты из Абхазии | 4,6         | 4,5      | 9,1   | 6,5 | 15,6  |
| Дизель           | 4,4         | 4,6      | 9     | 6,5 | 15,5  |
| Левый берег      | 5           | 5        | 10    | 5,8 | 15,8  |

Результат игры:
1. Левый берег; Регион-13
2. Нарты из Абхазии
3. Дизель

«Регион-13» и «Левый берег» стали первыми чемпионами Премьер-лиги КВН, чемпионами 2003 года.
- В начале игры выступили команды-финалисты Московской студенческой лиги КВН, среди которых была Сборная ГУУ, участник фестиваля Премьер-лиги следующего года, финалист сезонов 2006 и 2007, а также участник трёх сезонов Высшей лиги КВН — 2007, 2008 и 2009.

### Команды, попавшие в Высшую лигу
В Высшую лигу 2004 попали команды:
1. Левый берег — в качестве чемпионов
2. Регион-13 — в качестве чемпионов
3. Есть контакт! (Добрянка) — по результатам фестиваля «КиВиН 2004»
4. Нарты из Абхазии — по результатам фестиваля «КиВиН 2004»
5. Лица Уральской НАциональности — по результатам фестиваля «КиВиН 2004»

## Члены жюри
В жюри сидели 23 человека.
9 игр
- Валерий Закутский

7 игр
- Андрей Чивурин

4 игры
- Сергей Сивохо
- Сангаджи Тарбаев

3 игры
- Гарик Мартиросян
- Гарик Харламов

2 игры
- Евгений Агабеков
- Бахрам Багир-Заде
- Вадим Галыгин
- Игорь Диденко
- Олег Комаров
- Семён Слепаков
- Дмитрий Хрусталёв

1 игра
- Сергей Белоголовцев
- Анатолий Бурносов
- Михаил Галустян
- Григорий Гаспарян
- Виталий Коломиец
- Леонид Купридо
- Татьяна Лазарева
- Григорий Малыгин
- Евгений Никишин
- Сергей Писаренко

### Видео
- Все игры сезона

## Сезон 2004
Сезон Премьер-лиги КВН 2004 года — 2-й сезон Премьер-лиги КВН.
В сезоне 2004 года схема игр Премьер-лиги была немного изменена. Сезон начался с фестиваля, или отборочной игры, в котором выступали все команды, приглашённые в лигу. По итогам фестиваля две команды покинули сезон, и вместо них в играх 1/8-й финала участвовали две команды, проигравшие в Высшей лиге. Четвертьфиналы этого сезона были сыграны летом, а не осенью, как в предыдущем сезоне.
Сезон открыл зрителю новые имена: среди прочих, это томская команда «МаксимуМ», новый московский проект — «Мегаполис», и самая малочисленная команда — «Сборная малых народов», состоявшая тогда всего из двух человек.

### Состав
В сезон Премьер-лиги 2004 были приглашены 20 команд, ещё две были добавлены после 1/8-й финала Высшей лиги:
1. Сборная ГУУ (Москва) — чемпионы Московской студенческой лиги
2. Фактор смеха (Москва) — финалисты Московской студенческой лиги
3. ТГУ-плюс (Тбилиси) — четвертьфиналисты Краснодарской лиги
4. Ясный перец (Санкт-Петербург) — финалисты Рязанской лиги
5. Сборная Клина (Клин) — финалист лиги «Поволжье»
6. Сборная малых народов (Москва) — чемпионы лиги «Поволжье»
7. Владикавказские спасатели (Владикавказ) — молодой состав команды, полуфиналисты «Евролиги»
8. Дубы-колдуны (Сыктывкар) — чемпионы «Евролиги»
9. ЗМЗ (Заволжье) — участники Первой лиги, финалисты Слобожанской лиги
10. Краснодарский проспект (Краснодар) — четвертьфиналисты Первой лиги
11. Мегаполис (Москва) — полуфиналисты Первой лиги (команда «Зелёная миля»)
12. Седьмое небо (Воронеж) — полуфиналисты Первой лиги
13. МаксимуМ (Томск) — вице-чемпионы Первой лиги
14. Голос Азии (Алматы — Душанбе — Бишкек) — сборная Средней Азии
15. Югра (Ханты-Мансийск) — участники Высшей лиги
16. Сборная Бурятии (Улан-Удэ) — участники Высшей лиги
17. РосНоУ (Москва) — второй сезон в Премьер-лиге
18. Белорусская сборная (Минск) — второй сезон в Премьер-лиге
19. Обычные люди (Москва) — второй сезон в Премьер-лиге, четвертьфиналисты Первой лиги, выступали под названием «МЭИ»
20. Вятка-автомат (Киров) — второй сезон в Премьер-лиге
21. Нарты из Абхазии (Сухум) — второй сезон в Премьер-лиге, начали сезон в Высшей лиге
22. Регион-13 (Саранск) — второй сезон в Премьер-лиге, начали сезон в Высшей лиге

Чемпионами сезона стали команды КВН «МаксимуМ» и «Мегаполис».

### Игры

#### Отборочный фестиваль
- Дата игры: 18 февраля 2004
- Тема игры: Квалификация
- Команды: 20 команд, приглашённые в сезон
- Жюри: Игорь Харламов, Сангаджи Тарбаев, Михаил Гуликов, Михаил Марфин, Гарик Мартиросян
- Конкурсы: Приветствие («Бег с препятствиями»), Музыкальный конкурс («Музыкальный спринт»), Домашнее задание («Гонка за лидером»)

| Команда                | оценка |
| ---------------------- | ------ |
| Сборная ГУУ            | 4,1    |
| Сборная Клина          | 5      |
| Ясный перец            | 4,4    |
| Спасатели              | 5      |
| Краснодарский проспект | 4,7    |
| Фактор смеха           | 4,7    |
| Голос Азии             | 5      |
| Дубы-колдуны           | 5      |

| Команда      | оценка |
| ------------ | ------ |
| МЭИ          | 4,3    |
| Мегаполис    | 4,2    |
| ТГУ-плюс     | 4      |
| Югра         | 4,8    |
| ЗМЗ          | 4,8    |
| Седьмое небо | 5      |

| Команда               | оценка |
| --------------------- | ------ |
| РосНоУ                | 4,9    |
| Сборная малых народов | 4,7    |
| Белорусская сборная   | 4,7    |
| Вятка-автомат         | 5      |
| МаксимуМ              | 5      |
| Сборная Бурятии       | 5      |

По итогам фестиваля из дальнейшей борьбы выбыли Сборная ГУУ и «ТГУ-плюс». Остальные прошли в 1/8-ю финала.
- Ближе всего к проигрышу в этой игре были московские команды «Мегаполис» и МЭИ, которые позже очень успешно сыграли этот сезон. С другой стороны, многие команды, которые удачно выступили в этой игре, не смогли пройти 1/8-ю финала.

#### ⅛ финала
Первая ⅛ финала
- Дата игры: 8 апреля 2004
- Тема игры: Витамины КВН
- Команды: РосНоУ (Москва), Сборная Клина (Клин), Краснодарский проспект (Краснодар), Голос Азии (Алматы — Душанбе — Бишкек), МаксимуМ (Томск)
- Жюри: Виктор Васильев, Вадим Галыгин, Гарик Мартиросян, Михаил Марфин, Валерий Закутский
- Конкурсы: Приветствие («Витамин К»), Разминка («Витамин В»), Музыкальный конкурс («Витамин Н»)

| Команда                | Приветствие | Разминка | общий | Муз. конкурс | Итого |
| ---------------------- | ----------- | -------- | ----- | ------------ | ----- |
| Сборная Клина          | 4,4         | 5        | 9,4   | 4,5          | 13,9  |
| РосНоУ                 | 5           | 5,5      | 10,5  | 5            | 15,5  |
| Краснодарский проспект | 4,4         | 5,6      | 10    | 4,9          | 14,9  |
| МаксимуМ               | 5           | 5        | 10    | 5            | 15    |
| Голос Азии             | 4,8         | 5,1      | 9,9   | 4,7          | 14,6  |

Результат игры:
1. РосНоУ
2. МаксимуМ
3. Краснодарский проспект
4. Голос Азии
5. Сборная Клина

Вторая ⅛ финала
- Дата игры: 10 апреля 2004
- Тема игры: Виновата весна
- Команды: Сборная Бурятии (Улан-Удэ), Дубы-колдуны (Сыктывкар), Сборная малых народов (Москва), ЗМЗ (Заволжье), Владикавказские спасатели (Владикавказ)
- Жюри: Виталий Шляппо, Александр Ревва, Михаил Марфин, Гарик Мартиросян, Валерий Закутский
- Конкурсы: Приветствие («Молодо — зелено»), Разминка («Жду ответа, как соловей — лета»), Музыкальный конкурс («Пой, ласточка, пой!»)

| Команда               | Приветствие | Разминка | общий | Муз. конкурс | Итого |
| --------------------- | ----------- | -------- | ----- | ------------ | ----- |
| Спасатели             | 5           | 5,2      | 10,2  | 4,3          | 14,5  |
| ЗМЗ                   | 5           | 5,4      | 10,4  | 4,5          | 14,9  |
| Сборная малых народов | 4,8         | 5,4      | 10,2  | 4,8          | 15    |
| Сборная Бурятии       | 5           | 5,6      | 10,6  | 5            | 15,6  |
| Дубы-колдуны          | 5           | 5,2      | 10,2  | 4,3          | 14,5  |

Результат игры:
1. Сборная Бурятии
2. Сборная малых народов
3. ЗМЗ
4. Дубы-колдуны; Владикавказские спасатели

Третья ⅛ финала
- Дата игры: 22 апреля 2004
- Тема игры: Новые технологии
- Команды: Фактор смеха (Москва), МЭИ (Москва), Белорусская сборная (Минск), Югра (Ханты-Мансийск), Нарты из Абхазии (Сухум)
- Жюри: Виктор Васильев, Полина Сибагатуллина, Михаил Гуликов, Михаил Марфин, Валерий Закутский
- Конкурсы: Приветствие («Перезагрузка»), Разминка («Примите СМС»), Музыкальный конкурс («Музыкальный автомат»)

| Команда             | Приветствие | Разминка | общий | Муз. конкурс | Итого |
| ------------------- | ----------- | -------- | ----- | ------------ | ----- |
| МЭИ                 | 5           | 5,4      | 10,4  | 4,6          | 15    |
| Югра                | 5           | 5,5      | 10,5  | 4,7          | 15,2  |
| Фактор смеха        | 4,8         | 5,3      | 10,1  | 4,4          | 14,5  |
| Белорусская сборная | 4,7         | 5        | 9,7   | 4,2          | 13,9  |
| Нарты из Абхазии    | 4,8         | 5,5      | 10,3  | 5            | 15,3  |

Результат игры:
1. Нарты из Абхазии
2. Югра
3. МЭИ
4. Фактор смеха
5. Белорусская сборная

Четвёртая ⅛ финала
- Дата игры: 24 апреля 2004
- Тема игры: Автостоп
- Команды: Седьмое небо (Воронеж), Вятка-автомат (Киров), Мегаполис (Москва), Ясный перец (Санкт-Петербург), Регион-13 (Саранск)
- Жюри: Виктор Васильев, Алексей Ляпичев, Михаил Гуликов, Михаил Марфин, Валерий Закутский
- Конкурсы: Приветствие («Поехали!»), Разминка («Без тормозов!»), Музыкальный конкурс («Всё путём!»)

| Команда       | Приветствие | Разминка | общий | Муз. конкурс | Итого |
| ------------- | ----------- | -------- | ----- | ------------ | ----- |
| Регион-13     | 5           | 5,5      | 10,5  | 5            | 15,5  |
| Ясный перец   | 4,6         | 5        | 9,6   | 4,6          | 14,2  |
| Вятка-автомат | 4,6         | 5        | 9,6   | 4,8          | 14,4  |
| Мегаполис     | 4,6         | 5,2      | 9,8   | 5            | 14,8  |
| Седьмое небо  | 4,6         | 5,2      | 9,8   | 5            | 14,8  |

Результат игры:
1. Регион-13
2. Мегаполис; Седьмое небо
3. Вятка-автомат
4. Ясный перец

Решением жюри в четвертьфинал также прошла команда МЭИ (третья игра).

#### Четвертьфиналы
Первый ¼ финал
- Дата игры: 31 мая 2004
- Тема игры: Туристическое агентство
- Команды: Седьмое небо (Воронеж), Сборная малых народов (Москва), Югра (Ханты-Мансийск), Регион-13 (Саранск), РосНоУ (Москва)
- Жюри: Виталий Шляппо, Диана Тевосова, Дмитрий Черных, Михаил Гуликов, Валерий Закутский
- Конкурсы: Приветствие («Роза ветров»), Разминка («Волшебный мир»), Музыкальный конкурс («Попутная песня»)

| Команда               | Приветствие | Разминка | общий | Муз. конкурс | Итого |
| --------------------- | ----------- | -------- | ----- | ------------ | ----- |
| Седьмое небо          | 4,5         | 5        | 9,5   | 4,5          | 14    |
| Сборная малых народов | 4,8         | 5,5      | 10,3  | 5            | 15,3  |
| Югра                  | 4,5         | 5        | 9,5   | 4,6          | 14,1  |
| Регион-13             | 5           | 5,5      | 10,5  | 4,8          | 15,3  |
| РосНоУ                | 5           | 5,5      | 10,5  | 5            | 15,5  |

Результат игры:
1. РосНоУ
2. Регион-13; Сборная малых народов
3. Югра
4. Седьмое небо

- В приветствии РосНоУ участвовали Влад Сташевский и Владимир Турчинский.

Второй ¼ финал
- Дата игры: 2 июня 2004
- Тема игры: Старт даёт Москва
- Команды: МЭИ (Москва), Мегаполис (Москва), МаксимуМ (Томск), Нарты из Абхазии (Сухум)
- Жюри: Кирилл Папакуль, Михаил Галустян, Павел Стешенко, Михаил Гуликов, Валерий Закутский
- Конкурсы: Приветствие («Быстрее, лучше, смешнее»), Разминка («Главное — участие»), Музыкальный конкурс («На трибунах становится тише…»)

| Команда          | Приветствие | Разминка | общий | Муз. конкурс | Итого |
| ---------------- | ----------- | -------- | ----- | ------------ | ----- |
| МаксимуМ         | 4,8         | 6        | 10,8  | 5            | 15,8  |
| Нарты из Абхазии | 4,7         | 5,4      | 10,1  | 4,6          | 14,7  |
| МЭИ              | 5           | 5,6      | 10,6  | 4,8          | 15,4  |
| Мегаполис        | 5           | 6        | 11    | 4,8          | 15,8  |

Результат игры:
1. Мегаполис; МаксимуМ
2. МЭИ
3. Нарты из Абхазии

- Десятый четвертьфиналист — Сборная Бурятии, из-за недостаточной подготовки выступил только в качестве гостя игры.
- Все четыре участника этой игры позже стали чемпионами Высшей лиги.

#### Полуфиналы
Первый полуфинал
- Дата игры: 9 сентября 2004
- Тема игры: Азартные игры
- Команды: РосНоУ (Москва), МЭИ (Москва), МаксимуМ (Томск)
- Жюри: Дмитрий Танкович, Алексей Ляпичев, Евгений Никишин, Михаил Гуликов, Валерий Закутский
- Конкурсы: Приветствие («Делайте ставки!»), Разминка («Козырная карта»), СТЭМ («Недетские игры»), Музыкальный конкурс («Угадай мелодию»)

| Команда  | Приветствие | Разминка | общий | СТЭМ | общий | Муз. конкурс | Итого |
| -------- | ----------- | -------- | ----- | ---- | ----- | ------------ | ----- |
| РосНоУ   | 5           | 5,5      | 10,5  | 3,8  | 14,3  | 5            | 19,3  |
| МЭИ      | 5           | 5,8      | 10,8  | 3,7  | 14,5  | 4,7          | 19,2  |
| МаксимуМ | 5           | 5,8      | 10,8  | 4    | 14,8  | 5            | 19,8  |

Результат игры:
1. МаксимуМ
2. РосНоУ
3. МЭИ

Второй полуфинал
- Дата игры: 11 сентября 2004
- Тема игры: Охота за удачей
- Команды: Мегаполис (Москва), Сборная малых народов (Москва), Регион-13 (Саранск)
- Жюри: Дмитрий Танкович, Алексей Ляпичев, Андрей Чивурин, Михаил Гуликов, Семён Слепаков
- Конкурсы: Приветствие («Пусть кому-то повезёт»), Разминка («Счастливый билет»), СТЭМ («Остров невезения»), Музыкальный конкурс («Охотники за удачей»)

| Команда               | Приветствие | Разминка | общий | СТЭМ | общий | Муз. конкурс | Итого |
| --------------------- | ----------- | -------- | ----- | ---- | ----- | ------------ | ----- |
| Регион-13             | 4,7         | 5,5      | 10,2  | 3,8  | 14    | 5            | 19    |
| Сборная малых народов | 4,7         | 5,2      | 9,9   | 3,6  | 13,5  | 4,6          | 18,1  |
| Мегаполис             | 5           | 5,2      | 10,2  | 4    | 14,2  | 5            | 19,2  |

Результат игры:
1. Мегаполис
2. Регион-13
3. Сборная малых народов

После полуфинальных игр состоялось СМС-голосование, которое должно было определить третьего финалиста сезона. По результатам голосования, больше всего голосов набрали команды РосНоУ и Регион-13, причём разница между количеством голосов за них была незначительной (7 голосов). Было решено пригласить в финал обе команды.

#### Финал
- Дата игры: 22 ноября 2004
- Тема игры: Годовой отчёт
- Команды: МаксимуМ (Томск), Мегаполис (Москва), РосНоУ (Москва), Регион-13 (Саранск)
- Жюри: Евгений Смаригин, Вадим Галыгин, Сергей Светлаков, Михаил Гуликов, Валерий Закутский
- Конкурсы: Приветствие («Ты помнишь, как всё начиналось?»), Разминка («А напоследок я… спрошу»), Музыкальное домашнее задание («На все четыре стороны»)

| Команда   | Приветствие | Разминка | общий | МДЗ | Итого |
| --------- | ----------- | -------- | ----- | --- | ----- |
| Регион-13 | 4,7         | 5        | 9,7   | 5,5 | 15,2  |
| Мегаполис | 4,8         | 5,4      | 10,2  | 6   | 16,2  |
| РосНоУ    | 4,7         | 5,1      | 9,8   | 5,8 | 15,6  |
| МаксимуМ  | 5           | 5,5      | 10,5  | 5,7 | 16,2  |

Результат игры:
1. МаксимуМ; Мегаполис
2. РосНоУ
3. Регион-13

«МаксимуМ» и «Мегаполис» стали чемпионами Премьер-лиги КВН 2004 года.

### Команды, попавшие в Высшую лигу
В Высшую лигу 2005 попали команды:
1. МаксимуМ — в качестве чемпионов
2. Мегаполис — в качестве чемпионов
3. Регион-13 — по результатам фестиваля «КиВиН 2005»
4. РосНоУ — по результатам фестиваля «КиВиН 2005»
5. Нарты из Абхазии — по результатам фестиваля «КиВиН 2005»

## Члены жюри
В жюри сидели 23 человека.
8 игр
- Михаил Гуликов
- Валерий Закутский

5 игр
- Михаил Марфин

3 игры
- Виктор Васильев
- Алексей Ляпичев
- Гарик Мартиросян

2 игры
- Вадим Галыгин
- Дмитрий Танкович
- Виталий Шляппо

1 игра
- Михаил Галустян
- Евгений Никишин
- Кирилл Папакуль
- Александр Ревва
- Сергей Светлаков
- Полина Сибагатуллина
- Семён Слепаков
- Евгений Сморигин
- Павел Стешенко
- Сангаджи Тарбаев
- Диана Тевосова
- Гарик Харламов
- Дмитрий Черных
- Андрей Чивурин

### Видео
- Все игры сезона

## Сезон 2005
Сезон Премьер-лиги КВН 2005 года — 3-й сезон Премьер-лиги КВН.
Сезон 2005 года прошёл по схеме, схожей с той, что была использована в предыдущем сезоне. На первом этапе была отборочная игра, по итогам которой пять команд покинули сезон (две из них даже не попали в эфир). В играх 1/8-й финала приняли участие две команды, проигравшие в Высшей лиге, и ещё одна, которая была заявлена в сезон Высшей лиги, но не прошла редактуру.
В 2005 году в Премьер-лиге впервые играл чемпион Первой лиги. Ранее чемпион «Первой» попадал напрямую в Высшую лигу, но с 2005-го в это правило были внесены изменения. Отныне чемпион Первой лиги гарантированно попадает в Премьер-лигу, но имеет шансы попасть и в Высшую лигу.
Также в этом году в Премьер-лиге появились новые конкурсы: «Конкурс новостей», «Свободный микрофон», «Озвучка» и «Интервью со звездой».

### Состав
В сезон Премьер-лиги 2005 были приглашены 22 команды, ещё три были добавлены после 1/8-й финала Высшей лиги:
1. Сборная МИИТа (Москва) — чемпионы Лиги Москвы и Подмосковья
2. Остановка по требованию (Электросталь) — финалисты Лиги Москвы и Подмосковья
3. Арарат (Ереван)
4. Южная столица (Ростов-на-Дону) — полуфиналисты Краснодарской лиги
5. Ещё (Симферополь) — полуфиналисты лиги «Поволжье»
6. Горячие финские парни (Хельсинки) — первая команда дальнего зарубежья в теле-лиге, финалисты Слобожанской лиги
7. Пирамида (Владикавказ) — финалисты Краснодарской лиги (под названием «Сборная Владикавказа»)
8. Друзья (Пермь) — чемпионы лиги «Поволжье»
9. Территория ИГРЫ (Красноярск) — чемпионы лиги «Азия»
10. Острова (Южно-Сахалинск) — чемпионы Северной лиги
11. Свердловск (Екатеринбург) — чемпионы «Евролиги»
12. Иркутск.ru (Иркутск) — полуфиналисты Первой лиги
13. Бончестер Юнайтед (Санкт-Петербург) — полуфиналисты Первой лиги
14. Чеченский след (Грозный) — полуфиналисты Первой лиги
15. Контора (Челябинск) — финалисты Первой лиги
16. Сургутгазпром (Сургут) — вице-чемпионы Первой лиги
17. ПриМа (Курск) — второй сезон в Премьер-лиге, чемпионы Первой лиги
18. Краснодарский проспект (Краснодар) — второй сезон в Премьер-лиге
19. Дубы-колдуны (Сыктывкар) — второй сезон в Премьер-лиге
20. Седьмое небо (Воронеж) — второй сезон в Премьер-лиге
21. Вятка-автомат (Киров) — третий сезон в Премьер-лиге
22. Сборная малых народов (Москва) — второй сезон в Премьер-лиге
23. Левый берег (Красноярск) — второй сезон в Премьер-лиге, были заявлены сначала в Высшую лигу
24. Регион-13 (Саранск) — третий сезон в Премьер-лиге, начали сезон в Высшей лиге
25. МаксимуМ (Томск) — второй сезон в Премьер-лиге, начали сезон в Высшей лиге

Чемпионом сезона стала команда КВН «МаксимуМ».

### Игры

#### Отборочный фестиваль
- Дата игры: 18 февраля 2005
- Тема игры: Роза ветров
- Команды: 22 команды, приглашённые в сезон
- Жюри: Михаил Башкатов, Наталья Еприкян, Сергей Светлаков, Михаил Гуликов, Семён Слепаков
- Конкурсы: Фристайл

| Команда               | Прошла дальше? |
| --------------------- | -------------- |
| Сборная МИИТа         | нет            |
| Территория ИГРЫ       | нет            |
| Бончестер Юнайтед     | да             |
| Сборная малых народов | да             |
| Вятка-автомат         | нет            |

| Команда                | Прошла дальше? |
| ---------------------- | -------------- |
| Краснодарский проспект | нет            |
| Арарат                 | да             |
| Ещё                    | да             |
| Пирамида               | да             |

| Команда               | Прошла дальше? |
| --------------------- | -------------- |
| Горячие финские парни | нет            |
| Электросталь          | нет            |
| Дубы-колдуны          | да             |
| ПриМа                 | да             |
| Седьмое небо          | да             |

| Команда        | Прошла дальше? |
| -------------- | -------------- |
| Острова        | да             |
| Контора        | нет            |
| Чеченский след | да             |
| Свердловск     | да             |
| Иркутск.ru     | нет            |
| Друзья         | да             |

Помимо 12-ти команд, которых выбрали члены жюри, ещё 5 команд прошли в 1/8-ю финала путём СМС-голосования: Иркутск.ru, Сборная МИИТа, Контора, Остановка по требованию, Краснодарский проспект.
- Выступления команд «Южная столица» и «Сургутгазпром» не попали в эфир, и в СМС-голосовании эти команды не участвовали.
- Михаил Башкатов на этой игре сидел в жюри, а после проигрыша команды «МаксимуМ» в ⅛ Высшей лиги играл в сезоне.
- На этой игре владикавказская «Пирамида» выступала под названием «Сборная Владикавказа». Название «Пирамида» было придумано после этой игры.

#### ⅛ финала
Первая ⅛ финала
- Дата игры: 5 апреля 2005
- Тема игры: Ветер странствий
- Команды: Сборная МИИТа (Москва), Контора (Челябинск), Арарат (Ереван), Острова (Южно-Сахалинск), ПриМа (Курск)
- Жюри: Станислав Ярушин, Сергей Светлаков, Екатерина Скулкина, Михаил Гуликов, Валерий Закутский
- Конкурсы: Приветствие («Прямо по курсу»), Конкурс новостей («Новости со всего света»), Музыкальный конкурс («Музыка ветра»)

| Команда       | Приветствие | Новости | общий | Муз. конкурс | Итого |
| ------------- | ----------- | ------- | ----- | ------------ | ----- |
| Сборная МИИТа | 4,6         | 3,6     | 8,2   | 4,5          | 12,7  |
| Контора       | 4,6         | 3,7     | 8,3   | 4,6          | 12,9  |
| Арарат        | 4,6         | 3,6     | 8,2   | 4,8          | 13    |
| Острова       | 5           | 4       | 9     | 5            | 14    |
| ПриМа         | 5           | 4       | 9     | 5            | 14    |

Результат игры:
1. ПриМа; Острова
2. Арарат
3. Контора
4. Сборная МИИТа

Вторая ⅛ финала
- Дата игры: 7 апреля 2005
- Тема игры: Ветер странствий
- Команды: Остановка по требованию (Электросталь), Краснодарский проспект (Краснодар), Свердловск (Екатеринбург), Чеченский след (Грозный), Левый берег (Красноярск)
- Жюри: Валерий Закутский, Станислав Ярушин, Сергей Светлаков, Михаил Гуликов, Екатерина Скулкина
- Конкурсы: Приветствие («Всем ветрам назло»), Конкурс Новостей («Новости со всего света»), Музыкальный конкурс («На своей волне»)

| Команда                | Приветствие | Новости | общий | Муз. конкурс | Итого |
| ---------------------- | ----------- | ------- | ----- | ------------ | ----- |
| Электросталь           | 4,5         | 3,5     | 8     | 4,5          | 12,5  |
| Краснодарский проспект | 4,8         | 3,8     | 8,6   | 4,9          | 13,5  |
| Чеченский след         | 4,8         | 4       | 8,8   | 4,7          | 13,5  |
| Левый берег            | 5           | 3,8     | 8,8   | 5            | 13,8  |
| Свердловск             | 4,7         | 4       | 8,7   | 4,9          | 13,6  |

Результат игры:
1. Левый берег
2. Свердловск
3. Чеченский след; Краснодарский проспект
4. Остановка по требованию

Третья ⅛ финала
- Дата игры: 20 апреля 2005
- Тема игры: Ветер странствий
- Команды: Иркутск.ru (Иркутск), Бончестер Юнайтед (Санкт-Петербург), Дубы-Колдуны (Сыктывкар), Пирамида (Владикавказ), Регион-13 (Саранск)
- Жюри: Евгений Донских, Сергей Светлаков, Семён Слепаков, Михаил Гуликов, Валерий Закутский
- Конкурсы: Приветствие («Штормовое предупреждение»), Конкурс новостей («Новости со всего света»), Музыкальный конкурс («Что вижу, о том и пою»)

| Команда           | Приветствие | Новости | общий | Муз. конкурс | Итого |
| ----------------- | ----------- | ------- | ----- | ------------ | ----- |
| Регион-13         | 4,6         | 3,7     | 8,3   | 4,5          | 12,8  |
| Бончестер Юнайтед | 4,6         | 3,6     | 8,2   | 4,6          | 12,8  |
| Дубы-Колдуны      | 4,7         | 3,9     | 8,6   | 4,7          | 13,3  |
| Иркутск.ru        | 4,6         | 4       | 8,6   | 4,8          | 13,4  |
| Пирамида          | 5           | 3,8     | 8,8   | 5            | 13,8  |

Результат игры:
1. Пирамида
2. Иркутск.ru
3. Дубы-Колдуны
4. Бончестер Юнайтед; Регион-13

Четвёртая ⅛ финала
- Дата игры: 22 апреля 2005
- Тема игры: Ветер странствий
- Команды: Друзья (Пермь), Седьмое небо (Воронеж), Сборная малых народов (Москва), Ещё (Симферополь), МаксимуМ (Томск)
- Жюри: Сангаджи Тарбаев, Сергей Светлаков, Семён Слепаков, Михаил Гуликов, Валерий Закутский
- Конкурсы: Приветствие («Попутного ветра»), Конкурс новостей («Новости со всего света»), Музыкальный конкурс («Девятый вал»)

| Команда               | Приветствие | Новости | общий | Муз. конкурс | Итого |
| --------------------- | ----------- | ------- | ----- | ------------ | ----- |
| Друзья                | 4,9         | 3,9     | 8,8   | 5            | 13,8  |
| Ещё                   | 4,6         | 3,6     | 8,2   | 4,6          | 12,8  |
| Сборная малых народов | 4,9         | 4       | 8,9   | 5            | 13,9  |
| Седьмое небо          | 4,7         | 3,7     | 8,4   | 4,8          | 13,4  |
| МаксимуМ              | 5           | 3,8     | 8,8   | 5            | 13,8  |

Результат игры:
1. Сборная малых народов
2. МаксимуМ; Друзья
3. Седьмое небо
4. Ещё

#### Четвертьфиналы
Первый ¼ финал
- Дата игры: 2 июня 2005
- Тема игры: Ветер в голове
- Команды: Краснодарский проспект (Краснодар), Дубы-колдуны (Сыктывкар), Сборная малых народов (Москва), ПриМа (Курск), Чеченский след (Грозный), МаксимуМ (Томск)
- Жюри: Ришат Гималтдинов, Евгений Смаригин, Наталья Еприкян, Михаил Гуликов, Сергей Светлаков
- Конкурсы: Приветствие («Галопом по Европам»), Свободный микрофон («За что я не люблю КВН»), Музыкальный конкурс («Перекрёсток семи дорог»)

| Команда                | Приветствие | Свободный микрофон | общий | Муз. конкурс | Итого |
| ---------------------- | ----------- | ------------------ | ----- | ------------ | ----- |
| Краснодарский проспект | 4,7         | 3,7                | 8,4   | 4,6          | 13    |
| Чеченский след         | 4,5         | 3,7                | 8,2   | 4,5          | 12,7  |
| Сборная малых народов  | 4,9         | 3,9                | 8,8   | 4,7          | 13,5  |
| ПриМа                  | 4,7         | 3,9                | 8,6   | 4,7          | 13,3  |
| МаксимуМ               | 4,9         | 4                  | 8,9   | 5            | 13,9  |
| Дубы-колдуны           | 4,3         | 3,4                | 7,7   | 4,3          | 12    |

Результат игры:
1. МаксимуМ
2. Сборная малых народов
3. ПриМа
4. Краснодарский проспект
5. Чеченский след
6. Дубы-колдуны

- «Иркутск.ru», из-за недостаточной подготовки, выступили в качестве гостей игры. Их выступление не показали в эфире.

Второй ¼ финал
- Дата игры: 4 июня 2005
- Тема игры: Ветер в голове
- Команды: Острова (Южно-Сахалинск), Арарат (Ереван), Свердловск (Екатеринбург), Седьмое небо (Воронеж), Друзья (Пермь), Левый берег (Красноярск), Пирамида (Владикавказ)
- Жюри: Евгений Донских, Александр Ревва, Денис Привалов, Сергей Светлаков, Михаил Гуликов
- Конкурсы: Приветствие («Куда глаза глядят»), Свободный микрофон («За что я люблю КВН»), Музыкальный конкурс («На гребне волны»)

| Команда      | Приветствие | Свободный микрофон | общий | Муз. конкурс | Итого |
| ------------ | ----------- | ------------------ | ----- | ------------ | ----- |
| Левый берег  | 5           | 3,7                | 8,7   | 4,8          | 13,5  |
| Друзья       | 4,9         | 4                  | 8,9   | 4,9          | 13,8  |
| Острова      | 4,7         | 3,8                | 8,5   | 4,7          | 13,2  |
| Арарат       | 4,5         | 3,7                | 8,2   | 4,5          | 12,7  |
| Седьмое небо | 4,6         | 3,6                | 8,2   | 4,5          | 12,7  |
| Свердловск   | 4,6         | 3,7                | 8,3   | 4,4          | 12,7  |
| Пирамида     | 5           | 4                  | 9     | 5            | 14    |

Результат игры:
1. Пирамида
2. Друзья
3. Левый берег
4. Острова
5. Седьмое небо; Свердловск; Арарат

После обсуждения члены жюри решили добрать в полуфинал команду Седьмое небо.

#### Полуфиналы
Первый полуфинал
- Дата игры: 13 сентября 2005
- Тема игры: Вольный ветер
- Команды: ПриМа (Курск), Седьмое небо (Воронеж), Сборная малых народов (Москва), Пирамида (Владикавказ)
- Жюри: Дози Экверибе, Антон Морозенко, Наталья Еприкян, Дмитрий Танкович, Михаил Гуликов
- Конкурсы: Приветствие («Навстречу ветрам»), Разминка («Вольному — воля»), Киноконкурс («Озвучка»), Музыкальный конкурс («Мажорная нота»)

| Команда               | Приветствие | Разминка | общий | Озвучка | общий | Муз. конкурс | Итого |
| --------------------- | ----------- | -------- | ----- | ------- | ----- | ------------ | ----- |
| ПриМа                 | 4,9         | 5,4      | 10,3  | 4       | 14,3  | 4,5          | 18,8  |
| Пирамида              | 5           | 5,6      | 10,6  | 4       | 14,6  | 5            | 19,6  |
| Сборная малых народов | 4,8         | 5,5      | 10,3  | 3,9     | 14,2  | 4,7          | 18,9  |
| Седьмое небо          | 4,6         | 5,2      | 9,8   | 3,6     | 13,4  | 4,4          | 17,8  |

Результат игры:
1. Пирамида
2. Сборная малых народов
3. ПриМа
4. Седьмое небо

- В Киноконкурсе команды озвучивали фильмы: «ПриМа» — «Служебный роман», «Седьмое небо» — «Операция «Ы» и другие приключения Шурика», «СМН» — «Кавказская пленница», «Пирамида» — «Обыкновенное чудо».

Второй полуфинал
- Дата игры: 15 сентября 2005
- Тема игры: Вольный ветер
- Команды: Левый берег (Красноярск), Острова (Южно-Сахалинск), Друзья (Пермь), МаксимуМ (Томск)
- Жюри: Кирилл Папакуль, Евгений Донских, Полина Сибагатуллина, Денис Привалов, Михаил Гуликов
- Конкурсы: Приветствие («Навстречу ветрам»), Разминка («Вольному — воля»), Киноконкурс («Озвучка»), Музыкальный конкурс («Мажорная нота»)

| Команда     | Приветствие | Разминка | общий | Озвучка | общий | Муз. конкурс | Итого |
| ----------- | ----------- | -------- | ----- | ------- | ----- | ------------ | ----- |
| Левый берег | 4,8         | 5,6      | 10,4  | 3,8     | 14,2  | 4,9          | 19,1  |
| Острова     | 4,9         | 5,5      | 10,4  | 3,8     | 14,2  | 4,7          | 18,9  |
| Друзья      | 5           | 5,8      | 10,8  | 3,8     | 14,6  | 4,9          | 19,5  |
| МаксимуМ    | 5           | 5,8      | 10,8  | 3,8     | 14,6  | 5            | 19,6  |

Результат игры:
1. МаксимуМ
2. Друзья
3. Левый берег
4. Острова

- В Киноконкурсе команды озвучивали фильмы: «Острова» — «Собачье сердце», «Левый берег» — «Бриллиантовая рука», «Друзья» — «Ирония судьбы, или С лёгким паром!», «МаксимуМ» — «Джентльмены удачи».

#### Финал
- Дата игры: 28 ноября 2005
- Тема игры: Ветер перемен
- Команды: Пирамида (Владикавказ), Друзья (Пермь), Сборная малых народов (Москва), МаксимуМ (Томск)
- Жюри: Сангаджи Тарбаев, Дмитрий Брекоткин, Семён Слепаков, Михаил Гуликов, Юлий Гусман
- Конкурсы: Приветствие («Быстрее ветра»), Интервью со звездой, Музыкальный конкурс («Последний порыв ветра»)

| Команда               | Приветствие | Интервью | общий | Муз. конкурс | Итого |
| --------------------- | ----------- | -------- | ----- | ------------ | ----- |
| МаксимуМ              | 5           | 3,9      | 8,9   | 5            | 13,9  |
| Сборная малых народов | 4,8         | 3,8      | 8,6   | 5            | 13,6  |
| Друзья                | 4,9         | 4        | 8,9   | 4,8          | 13,7  |
| Пирамида              | 5           | 3,9      | 8,9   | 4,9          | 13,8  |

Результат игры:
1. МаксимуМ
2. Пирамида
3. Друзья
4. Сборная малых народов

«МаксимуМ» стали чемпионами Премьер-лиги КВН 2005 года.
- В конкурсе «Интервью со звездой» члены команд берут интервью у звезды, которую играет капитан команды. После заготовленного заранее интервью, капитан отвечает на вопрос от членов жюри. Роли звёзд исполняли: Николай Гигани («СМН») — в роли самого себя, Давид Цаллаев (Пирамида) — самая некрасивая девушка, Михаил Башкатов (МаксимуМ) — занятой бизнесмен, Олег Верещагин («Друзья») — Александр Васильевич Масляков.

### Команды, попавшие в Высшую лигу
В Высшую лигу 2006 попали команды:
1. МаксимуМ — в качестве чемпионов
2. Пирамида — по результатам фестиваля «КиВиН 2006»
3. Друзья — по результатам фестиваля «КиВиН 2006»
4. Сборная малых народов — по результатам фестиваля «КиВиН 2006»
5. ПриМа — по результатам фестиваля «КиВиН 2006»

## Члены жюри
В жюри сидел 21 человек.
10 игр
- Михаил Гуликов

7 игр
- Сергей Светлаков

4 игры
- Валерий Закутский
- Семён Слепаков

3 игры
- Евгений Донских
- Наталья Еприкян

2 игры
- Денис Привалов
- Екатерина Скулкина
- Сангаджи Тарбаев
- Станислав Ярушин

1 игра
- Михаил Башкатов
- Дмитрий Брекоткин
- Ришат Гималтдинов
- Юлий Гусман
- Антон Морозенко
- Кирилл Папакуль
- Александр Ревва
- Полина Сибагатуллина
- Евгений Сморигин
- Дмитрий Танкович
- Дози Экверибе

### Видео
- Все игры сезона

## Сезон 2006
Сезон Премьер-лиги КВН 2006 года — 4-й сезон Премьер-лиги КВН.
Сезон 2006 года прошёл по слегка изменённой схеме. Сезон опять начался с отборочной игры, по итогам которой пять команд покинули сезон. Остальные 15 команд попали в 1/8-ю финала. Четвертьфиналов на сей раз было три, а не два. Команда, проигравшая в играх Высшей лиги и попавшая в Премьер-лигу, на этот раз начинала сезон не с 1/8-й, а с четвертьфинала.
Сезон запомнился игрой московских команд. Три команды из Москвы были приглашены в сезон, и все три дошли до финала. К тому же, чемпион сезона, команда «Станция Спортивная» стала первой командой Премьер-лиги, занявшей во всех играх первые места. Помимо московских команд, сезон запомнился также первой деревенской командой, достигшей высокого уровня в КВН — БАК из станицы Брюховецкой (Краснодарский край), новой новосибирской командой под названием «СТЭПиКо» и необычной командой КВН «Моль», повторившей «достижение» «Вятки-автомат» в сезоне 2003 и "Седьмое небо" в сезоне 2005, дойдя до полуфинала с помощью двух доборов.

### Состав
В сезон Премьер-лиги 2006 были приглашены 20 команд, ещё одна была добавлена после 1/8-й финала Высшей лиги:
1. Альянс КОУ (Алматы)
2. Ботанический сад (Хабаровск) — полуфиналисты Уральской лиги
3. Курага (Ханты-Мансийск) — полуфиналисты Северной лиги
4. Простофилы (Санкт-Петербург) — финалисты лиги «Балтика»
5. Сборная Мордовии (Саранск) — финалисты лиги «Поволжье»
6. Университетский проспект (Москва) — чемпионы лиги «Балтика»
7. Сборная большого Норильска (Норильск) — чемпионы лиги «Азия»
8. БАК (Брюховецкая) — чемпионы Краснодарской лиги
9. Моль (Шадринск) — чемпионы Северной лиги
10. Станция Спортивная (Москва) — вице-чемпионы «Евролиги»
11. Вдребезги (Минск) — чемпионы «Евролиги»
12. Сборная Крыма (Симферополь) — полуфиналисты Высшей украинской лиги, участники Высшей лиги в 1999 году
13. СТЭПиКо (Новосибирск) — финалисты Первой лиги
14. Найди (Ижевск) — финалисты Первой лиги
15. Сборная ГУУ (Москва) — второй сезон в Премьер-лиге, финалисты Лиги Москвы и Подмосковья и чемпионы лиги «Поволжье»
16. Территория ИГРЫ (Красноярск) — второй сезон в Премьер-лиге, финалисты Первой лиги
17. Белорусская сборная (Минск) — третий сезон в Премьер-лиге, финалисты Высшей украинской лиги
18. Чеченский след (Грозный) — второй сезон в Премьер-лиге, выступали под названием «Сборная Чеченской Республики»
19. Арарат (Ереван) — второй сезон в Премьер-лиге
20. Острова (Южно-Сахалинск) — второй сезон в Премьер-лиге
21. Нефтегаз (Тюмень) — команда из Высшей лиги, начинают сезон с четвертьфинала

Чемпионом сезона стала команда КВН «Станция Спортивная».

### Игры

#### Отборочный фестиваль
- Дата игры: 24 февраля 2006
- Тема игры: Игра на выбывание
- Команды: 20 команд, приглашённых в сезон
- Жюри: Евгений Донских, Денис Привалов, Екатерина Скулкина, Михаил Гуликов, Валерий Закутский
- Конкурсы: Фристайл

| Команда             | Прошла дальше? |
| ------------------- | -------------- |
| Ботанический сад    | нет            |
| СТЭПиКо             | да             |
| Белорусская сборная | да             |
| Курага              | да             |
| Станция Спортивная  | да             |

| Команда         | Прошла дальше? |
| --------------- | -------------- |
| Острова         | да             |
| Простофилы      | нет            |
| Сборная Крыма   | нет            |
| Вдребезги       | да             |
| Территория ИГРЫ | да             |

| Команда       | Прошла дальше? |
| ------------- | -------------- |
| Сборная ГУУ   | да             |
| Арарат        | нет            |
| Моль          | да             |
| Сборная Чечни | да             |
| БАК           | да             |

| Команда          | Прошла дальше? |
| ---------------- | -------------- |
| Найди            | да             |
| Сборная Мордовии | да             |
| Большой Норильск | да             |
| Альянс КОУ       | нет            |
| УПр              | да             |

- Команды Сборная ГУУ и «Территория ИГРЫ», которые не смогли пройти данный этап в предыдущих сезонах, успешно прошли его на этот раз. С другой стороны, не смогла пройти отборочную игру команда «Арарат», четвертьфиналист предыдущего сезона.
- На данный момент, это последняя отборочная игра Премьер-лиги КВН.

#### ⅛ финала
Первая ⅛ финала
- Дата игры: 6 апреля 2006
- Тема игры: Играют все!
- Команды: Острова (Южно-Сахалинск), Сборная большого Норильска (Норильск), Найди (Ижевск), Вдребезги (Минск), Станция Спортивная (Москва)
- Жюри: Михаил Башкатов, Евгений Донских, Екатерина Скулкина, Михаил Гуликов, Валерий Закутский
- Конкурсы: Приветствие («Ваш выход!»), Биатлон, Музыкальный конкурс («Виртуозная игра»)

| Команда            | Приветствие | Биатлон | общий | Муз. конкурс | Итого |
| ------------------ | ----------- | ------- | ----- | ------------ | ----- |
| Большой Норильск   | 4,9         | 0,6     | 5,5   | 5            | 10,5  |
| Вдребезги          | 4,6         | 1       | 5,6   | 4,5          | 10,1  |
| Станция Спортивная | 5           | 0,8     | 5,8   | 4,9          | 10,7  |
| Острова            | 4,6         | 0,2     | 4,8   | 4,4          | 9,2   |
| Найди              | 4,9         | 0,4     | 5,3   | 4,9          | 10,2  |

Результат игры:
1. Станция Спортивная
2. Сборная большого Норильска
3. Найди
4. Вдребезги
5. Острова

Вторая ⅛ финала
- Дата игры: 8 апреля 2006
- Тема игры: Играют все!
- Команды: Территория ИГРЫ (Красноярск), БАК (Брюховецкая), Белорусская сборная (Минск), Сборная Мордовии (Саранск), Сборная ГУУ (Москва)
- Жюри: Денис Привалов, Евгений Донских, Екатерина Скулкина, Михаил Гуликов, Валерий Закутский
- Конкурсы: Приветствие («Делайте ставки!»), Биатлон, Музыкальный конкурс («Игра в четыре руки»)

| Команда             | Приветствие | Биатлон | общий | Муз. конкурс | Итого |
| ------------------- | ----------- | ------- | ----- | ------------ | ----- |
| Сборная ГУУ         | 5           | 0,8     | 5,8   | 5            | 10,8  |
| Белорусская сборная | 4,6         | 0,2     | 4,8   | 4,6          | 9,4   |
| Сборная Мордовии    | 4,8         | 0,6     | 5,4   | 4,6          | 10    |
| Территория ИГРЫ     | 4,9         | 0,4     | 5,3   | 4,8          | 10,1  |
| БАК                 | 5           | 1       | 6     | 5            | 11    |

Результат игры:
1. БАК
2. Сборная ГУУ
3. Территория ИГРЫ
4. Сборная Мордовии
5. Белорусская сборная

Третья ⅛ финала
- Дата игры: 10 апреля 2006
- Тема игры: Играют все!
- Команды: СТЭПиКо (Новосибирск), Курага (Ханты-Мансийск), Моль (Шадринск), Сборная Чечни (Грозный), Университетский проспект (Москва)
- Жюри: Семён Слепаков, Евгений Донских, Екатерина Скулкина, Михаил Гуликов, Валерий Закутский
- Конкурсы: Приветствие («Проба пера»), Биатлон, Музыкальный конкурс («Ва-банк!»)

| Команда       | Приветствие | Биатлон | общий | Муз. конкурс | Итого |
| ------------- | ----------- | ------- | ----- | ------------ | ----- |
| Моль          | 4,9         | 0,2     | 5,1   | 4,6          | 9,7   |
| Сборная Чечни | 4,7         | 0,4     | 5,1   | 4,5          | 9,6   |
| СТЭПиКо       | 5           | 0,8     | 5,8   | 5            | 10,8  |
| Курага        | 4,7         | 0,6     | 5,3   | 4,7          | 10    |
| УПр           | 5           | 1       | 6     | 4,7          | 10,7  |

Результат игры:
1. СТЭПиКо
2. Университетский проспект
3. Курага
4. Моль
5. Сборная Чечни

Решением жюри в четвертьфинал проходят ещё две команды: Сборная Мордовии (вторая игра) и Моль (третья игра).

#### Четвертьфиналы
Первый ¼ финал
- Дата игры: 3 июня 2006
- Тема игры: Игры разума
- Команды: Моль (Шадринск), Найди (Ижевск), Станция Спортивная (Москва), Нефтегаз (Тюмень)
- Жюри: Алексей Ляпичев, Евгений Донских, Екатерина Скулкина, Михаил Гуликов, Валерий Закутский
- Конкурсы: Приветствие («Своя философия»), Разминка («Сеанс одновременной игры»), Музыкальная пауза, Домашнее задание («Всё относительно»)

| Команда            | Приветствие | Разминка | общий | Муз. пауза | общий | ДЗ  | Итого |
| ------------------ | ----------- | -------- | ----- | ---------- | ----- | --- | ----- |
| Найди              | 4,7         | 5        | 9,7   | 4          | 13,7  | 4,9 | 18,6  |
| Моль               | 4,6         | 4,8      | 9,4   | 3,9        | 13,3  | 4,6 | 17,9  |
| Станция Спортивная | 5           | 5        | 10    | 3,8        | 13,8  | 5   | 18,8  |
| Нефтегаз           | 4,8         | 4,7      | 9,5   | 3,7        | 13,2  | 4,8 | 18    |

Результат игры:
1. Станция Спортивная
2. Найди
3. Нефтегаз
4. Моль

Второй ¼ финал
- Дата игры: 5 июня 2006
- Тема игры: Игры разума
- Команды: Сборная Мордовии (Саранск), Сборная большого Норильска (Норильск), СТЭПиКо (Новосибирск), Сборная ГУУ (Москва)
- Жюри: Андрей Бурковский, Евгений Донских, Екатерина Скулкина, Михаил Гуликов, Валерий Закутский
- Конкурсы: Приветствие («Точный расчёт»), Разминка («Сеанс одновременной игры»), Музыкальная пауза, Домашнее задание («Всё гениальное — просто!»)

| Команда          | Приветствие | Разминка | общий | Муз. пауза | общий | ДЗ  | Итого |
| ---------------- | ----------- | -------- | ----- | ---------- | ----- | --- | ----- |
| Большой Норильск | 4,9         | 4,7      | 9,6   | 3,7        | 13,3  | 4,9 | 18,2  |
| Сборная Мордовии | 4,9         | 4,8      | 9,7   | 3,7        | 13,4  | 4,7 | 18,1  |
| СТЭПиКо          | 4,9         | 5        | 9,9   | 3,8        | 13,7  | 5   | 18,7  |
| Сборная ГУУ      | 5           | 5        | 10    | 4          | 14    | 5   | 19    |

Результат игры:
1. Сборная ГУУ
2. СТЭПиКо
3. Сборная большого Норильска
4. Сборная Мордовии

Третий ¼ финал
- Дата игры: 7 июня 2006
- Тема игры: Игры разума
- Команды: Курага (Ханты-Мансийск), Территория ИГРЫ (Красноярск), БАК (Брюховецкая), Университетский проспект (Москва)
- Жюри: Алексей Ляпичев, Евгений Донских, Екатерина Скулкина, Михаил Гуликов, Валерий Закутский
- Конкурсы: Приветствие («Смелый эксперимент»), Разминка («Сеанс одновременной игры»), Музыкальная пауза, Домашнее задание («Формула смеха»)

| Команда         | Приветствие | Разминка | общий | Муз. пауза | общий | ДЗ  | Итого |
| --------------- | ----------- | -------- | ----- | ---------- | ----- | --- | ----- |
| УПр             | 5           | 4,8      | 9,8   | 4          | 13,8  | 4,9 | 18,7  |
| Территория ИГРЫ | 4,8         | 4,7      | 9,5   | 3,9        | 13,4  | 4,6 | 18    |
| Курага          | 4,7         | 4,9      | 9,6   | 3,7        | 13,3  | 4,8 | 18,1  |
| БАК             | 5           | 5        | 10    | 3,8        | 13,8  | 5   | 18,8  |

Результат игры:
1. БАК
2. Университетский проспект
3. Курага
4. Территория ИГРЫ

Члены жюри решили добрать в полуфинал ещё две команды, обе из первой игры: Нефтегаз и Моль.
- На этой игре команда "БАК" в домашнем задании показала первую серию номера "о слуге Прошке" в роли Демиса Карибидиса.

#### Полуфиналы
Первый полуфинал
- Дата игры: 8 сентября 2006
- Тема игры: Взрослые игры
- Команды: СТЭПиКо (Новосибирск), Станция Спортивная (Москва), Университетский проспект (Москва), Нефтегаз (Тюмень)
- Жюри: Эндрю Нджогу, Кирилл Папакуль, Евгений Донских, Михаил Гуликов, Алексей Ляпичев
- Конкурсы: Приветствие («Точка отсчёта»), Киноконкурс, Домашнее задание («Момент истины»)

| Команда            | Приветствие | Киноконкурс | общий | ДЗ  | Итого |
| ------------------ | ----------- | ----------- | ----- | --- | ----- |
| Нефтегаз           | 5           | 4,9         | 9,9   | 4,8 | 14,7  |
| СТЭПиКо            | 5           | 4,9         | 9,9   | 4,7 | 14,6  |
| УПр                | 5           | 4,9         | 9,9   | 4,9 | 14,8  |
| Станция Спортивная | 5           | 5           | 10    | 5   | 15    |

Результат игры:
1. Станция Спортивная
2. Университетский проспект
3. Нефтегаз
4. СТЭПиКо

Второй полуфинал
- Дата игры: 10 сентября 2006
- Тема игры: Взрослые игры
- Команды: Моль (Шадринск), Найди (Ижевск), Сборная ГУУ (Москва), БАК (Брюховецкая)
- Жюри: Сангаджи Тарбаев, Евгений Донских, Семён Слепаков, Михаил Гуликов, Валерий Закутский
- Конкурсы: Приветствие («Заявка на победу»), Киноконкурс, Домашнее задание («Все точки над „И“»)

| Команда     | Приветствие | Киноконкурс | общий | ДЗ  | Итого |
| ----------- | ----------- | ----------- | ----- | --- | ----- |
| Найди       | 4,8         | 5           | 9,8   | 4,9 | 14,7  |
| Сборная ГУУ | 5           | 4,9         | 9,9   | 5   | 14,9  |
| Моль        | 5           | 4,9         | 9,9   | 4,7 | 14,6  |
| БАК         | 5           | 5           | 10    | 4,8 | 14,8  |

Результат игры:
1. Сборная ГУУ
2. БАК
3. Найди
4. Моль

#### Финал
- Дата игры: 7 ноября 2006
- Тема игры: Игра по-крупному!
- Команды: Сборная ГУУ (Москва), Станция Спортивная (Москва), Университетский проспект (Москва), БАК (Брюховецкая)
- Жюри: Кирилл Папакуль, Евгений Донских, Рубен Джагинян, Михаил Гуликов, Валерий Закутский
- Конкурсы: Приветствие («Всё или ничего»), Разминка (с залом), Биатлон, Музыкальное домашнее задание («Большой куш»)

| Команда            | Приветствие | Разминка | общий | Биатлон | общий | МДЗ | Итого |
| ------------------ | ----------- | -------- | ----- | ------- | ----- | --- | ----- |
| УПр                | 4,9         | 5,6      | 10,5  | 0,6     | 11,1  | 4,6 | 15,7  |
| Сборная ГУУ        | 4,9         | 5,8      | 10,7  | 0,8     | 11,5  | 5   | 16,5  |
| Станция Спортивная | 5           | 5,7      | 10,7  | 1       | 11,7  | 5   | 16,7  |
| БАК                | 5           | 5,5      | 10,5  | 0,4     | 10,9  | 4,8 | 15,7  |

Результат игры:
1. Станция Спортивная
2. Сборная ГУУ
3. Университетский проспект; БАК

«Станция Спортивная» стали чемпионами Премьер-лиги КВН 2006 года.
- Станция Спортивная стала первой командой, занявшей первые места во всех играх сезона Премьер-лиги.
- После объявления результатов игры Александр Васильевич Масляков пригласил в Высшую лигу не только победителей игры, но и трёх других финалистов сезона.

### Команды, попавшие в Высшую лигу
В Высшую лигу 2007 попали команды:
1. Станция Спортивная — в качестве чемпионов
2. Сборная ГУУ — по специальному приглашению
3. БАК — по специальному приглашению
4. Университетский проспект — по специальному приглашению
5. Нефтегаз — по результатам фестиваля «КиВиН 2007»
6. СТЭПиКо — по результатам фестиваля «КиВиН 2007»

## Члены жюри
В жюри сидели 13 человек.
10 игр
- Михаил Гуликов
- Евгений Донских

9 игр
- Валерий Закутский

7 игр
- Екатерина Скулкина

3 игры
- Алексей Ляпичев

2 игры
- Кирилл Папакуль
- Денис Привалов
- Семён Слепаков

1 игра
- Михаил Башкатов
- Андрей Бурковский
- Рубен Джагинян
- Эндрю Нджогу
- Сангаджи Тарбаев

### Видео
- Все игры сезона

## Сезон 2007
Сезон Премьер-лиги КВН 2007 года — 5-й сезон Премьер-лиги КВН.
В 2007 году решили отказаться от отборочной игры, которая начинала три предыдущих сезона. Вместо неё была сыграна четвёртая 1/8-я финала. Три команды, проигравшие в первых играх Высшей лиги также попали в сезон Премьер-лиги, и начали с четвертьфинала.
Главными открытиями сезона были команды КВН «СОК» из Самары, омский «Полиграф Полиграфыч», новый проект КВНщиков из Иркутска и Бурятии под названием «Байкал», новая сборная Чеченской республики, команда КВН Казахстанско-британского технического университета, и новая команда с нестандартным юмором под названием «Фёдор Двинятин». В сезон также вернулись после неудачи в Высшей лиге Сборная ГУУ и БАК. Команды «Ботанический сад» и «Территория ИГРЫ» дошли на этот раз до полуфинала.
Главным новшеством сезона было появление на полуфинальных играх табличек с оценками. Далее, в сезоне 2008 таблички всё-таки не использовались, и вернулись в Премьер-лигу только в 2010 году. Также, в жюри перестали приглашать редактора лиги Михаила Гуликова.

### Состав
В сезон Премьер-лиги 2007 были приглашены 23 команды, ещё три были добавлены после 1/8-й финала Высшей лиги::
1. Мечты сбываются (Москва) — чемпионы Лиги Москвы и Подмосковья, выступали под названием «Слёзы богатыря»
2. РЭА имени Плеханова (Москва) — полуфиналисты Слобожанской лиги
3. ИГА (Москва) — финалисты Северной лиги
4. Фёдор Двинятин (Москва — Ступино) — вице-чемпионы Лиги Москвы и Подмосковья, финалисты Северной лиги
5. КубГАУ (Краснодар) — финалисты Краснодарской лиги
6. СОК (Самара) — чемпионы лиги «Поволжье»
7. Байкал (Иркутск — Улан-Удэ) — чемпионы лиги «Сибирь», сборная команд «Иркутск.ru» и Сборная Бурятии
8. Опять 25 (Гомель) — полуфиналисты «Евролиги»
9. КБТУ (Алматы) — полуфиналисты «Евролиги»
10. Реал (Харьков) — чемпионы «Евролиги»
11. Штормовое предупреждение (Москва) — четвертьфиналисты Первой лиги
12. Правильное решение (Оренбург) — полуфиналисты Первой лиги
13. Полиграф Полиграфыч (Омск) — полуфиналисты Первой лиги
14. Политех (Киев) — финалисты Высшей украинской лиги
15. Океан (Находка) — финалисты Первой лиги
16. ДВГУ (Владивосток) — финалисты Первой лиги
17. Мыс Челябинска (Челябинск) — чемпионы Первой лиги
18. Винницкие перцы (Винница) — чемпионы Высшей украинской лиги
19. Сборная Чечни (Грозный) — новый состав
20. Ботанический сад (Хабаровск) — второй сезон в Премьер-лиге, вице-чемпионы Первой лиги
21. Сборная большого Норильска (Норильск) — второй сезон в Премьер-лиге
22. Территория ИГРЫ (Красноярск) — третий сезон в Премьер-лиге
23. Найди (Ижевск) — второй сезон в Премьер-лиге
24. Свои секреты (Москва) — команда из Высшей лиги, начинают сезон с четвертьфинала
25. БАК (Брюховецкая) — второй сезон в Премьер-лиге, команда из Высшей лиги, начинают сезон с четвертьфинала
26. Сборная ГУУ (Москва) — третий сезон в Премьер-лиге, команда из Высшей лиги, начинают сезон с четвертьфинала

Чемпионом сезона стала команда КВН «СОК».

### Игры

#### ⅛ финала
Первая ⅛ финала
- Дата игры: 21 апреля 2007
- Тема игры: Хочу играть!
- Команды: Правильное решение (Оренбург), Винницкие перцы (Винница), Опять 25 (Гомель), Фёдор Двинятин (Москва — Ступино), Ботанический сад (Хабаровск), Территория ИГРЫ (Красноярск)
- Жюри: Кирилл Папакуль, Алексей Ляпичев, Евгений Донских, Михаил Гуликов, Валерий Закутский
- Конкурсы: Приветствие («Главное — победа»), Биатлон, Киноконкурс («Смотри в оба»)

| Команда            | Приветствие | Биатлон | общий | Киноконкурс | Итого |
| ------------------ | ----------- | ------- | ----- | ----------- | ----- |
| Правильное решение | 4,8         | 0,2     | 5     | 4,7         | 9,7   |
| Территория ИГРЫ    | 5           | 0,4     | 5,4   | 4,9         | 10,3  |
| Фёдор Двинятин     | 5           | 1       | 6     | 4,7         | 10,7  |
| Опять 25           | 4,8         | 0,6     | 5,4   | 4,7         | 10,1  |
| Винницкие перцы    | 4,8         | 0,2     | 5     | 4,9         | 9,9   |
| Ботанический сад   | 5           | 0,8     | 5,8   | 5           | 10,8  |

Результат игры:
1. Ботанический сад
2. Фёдор Двинятин
3. Территория ИГРЫ
4. Опять 25
5. Винницкие перцы
6. Правильное решение

- В киноконкурсе команды озвучивали фильмы: Опять 25 — «Добро пожаловать, или Посторонним вход воспрещён», Территория ИГРЫ — «Невероятные приключения итальянцев в России», Фёдор Двинятин — «Москва слезам не верит», Правильное решение — «Бриллиантовая рука», Винницкие перцы — «Афоня», Ботанический сад — «Морозко».

Вторая ⅛ финала
- Дата игры: 22 апреля 2007
- Тема игры: Хочу играть!
- Команды: ДВГУ (Владивосток), РЭА имени Плеханова (Москва), Штормовое предупреждение (Москва), Реал (Харьков), Байкал (Иркутск — Улан-Удэ), Найди (Ижевск)
- Жюри: Антон Морозенко, Алексей Ляпичев, Евгений Донских, Михаил Гуликов, Валерий Закутский
- Конкурсы: Приветствие («Главное — победа»), Биатлон, Киноконкурс («Смотри в оба»)

| Команда             | Приветствие | Биатлон | общий | Киноконкурс | Итого |
| ------------------- | ----------- | ------- | ----- | ----------- | ----- |
| Штормовое           | 5           | 0,4     | 5,4   | 5           | 10,4  |
| ДВГУ                | 4,5         | 0,2     | 4,7   | 4,6         | 9,3   |
| Байкал              | 5           | 1       | 6     | 4,7         | 10,7  |
| РЭА имени Плеханова | 4           | 0,2     | 4,2   | 4,7         | 8,9   |
| Реал                | 4,5         | 0,6     | 5,1   | 4,8         | 9,9   |
| Найди               | 5           | 0,8     | 5,8   | 4,7         | 10,5  |

Результат игры:
1. Байкал
2. Найди
3. Штормовое предупреждение
4. Реал
5. ДВГУ
6. РЭА имени Плеханова

- В киноконкурсе команды озвучивали фильмы: Реал — «Терминатор», Байкал — «Привидение», Найди — «Мимино», ДВГУ — «Властелин колец», РЭА имени Плеханова — «Гараж», Штормовое предупреждение — «Один дома».

Третья ⅛ финала
- Дата игры: 24 апреля 2007
- Тема игры: Хочу играть!
- Команды: Сборная большого Норильска (Норильск), Мыс Челябинска (Челябинск), СОК (Самара), Слёзы богатыря (Москва), Политех (Киев), КБТУ (Алматы)
- Жюри: Сангаджи Тарбаев, Алексей Ляпичев, Евгений Донских, Михаил Гуликов, Валерий Закутский
- Конкурсы: Приветствие («Главное — победа»), Биатлон, Киноконкурс («Смотри в оба»)

| Команда          | Приветствие | Биатлон | общий | Киноконкурс | Итого |
| ---------------- | ----------- | ------- | ----- | ----------- | ----- |
| Мыс Челябинска   | 4,8         | 1       | 5,8   | 5           | 10,8  |
| КБТУ             | 5           | 0,6     | 5,6   | 5           | 10,6  |
| Политех          | 4,5         | 0,2     | 4,7   | 4,5         | 9,2   |
| Большой Норильск | 4,8         | 0,8     | 5,6   | 4,6         | 10,2  |
| Слёзы богатыря   | 4,8         | 0,2     | 5     | 4,6         | 9,6   |
| СОК              | 5           | 0,4     | 5,4   | 4,9         | 10,3  |

Результат игры:
1. Мыс Челябинска
2. КБТУ
3. СОК
4. Сборная большого Норильска
5. Слёзы богатыря
6. Политех

- В киноконкурсе команды озвучивали фильмы: Мыс Челябинска — «Такси 2», СОК — «Ирония судьбы, или С лёгким паром!», Политех — «Приключения Электроника», Сборная большого Норильска — «Операция „Ы“ и другие приключения Шурика», Слёзы богатыря — «Основной инстинкт», КБТУ — «Чапаев».

Четвёртая ⅛ финала
- Дата игры: 24 апреля 2007
- Тема игры: Хочу играть!
- Команды: Океан (Находка), Полиграф Полиграфыч (Омск), Сборная Чечни (Грозный), КубГАУ (Краснодар), ИГА (Москва)
- Жюри: Антон Морозенко, Алексей Ляпичев, Евгений Донских, Михаил Гуликов, Дмитрий Будашкаев
- Конкурсы: Приветствие («Главное — победа»), Биатлон, Киноконкурс («Смотри в оба»)

| Команда             | Приветствие | Биатлон | общий | Киноконкурс | Итого |
| ------------------- | ----------- | ------- | ----- | ----------- | ----- |
| КубГАУ              | 4,9         | 0,8     | 5,7   | 4,2         | 9,9   |
| Полиграф Полиграфыч | 4,9         | 1       | 5,9   | 5           | 10,9  |
| ИГА                 | 4,9         | 0,2     | 5,1   | 5           | 10,1  |
| Океан               | 4,9         | 0,6     | 5,5   | 4,7         | 10,2  |
| Сборная Чечни       | 4,9         | 0,4     | 5,3   | 5           | 10,3  |

Результат игры:
1. Полиграф Полиграфыч
2. Сборная Чечни
3. Океан
4. ИГА
5. КубГАУ

- По предварительному расписанию четвёртая ⅛-я должна была состояться 25 апреля, но была перенесена на 24-е в связи с объявлением 25-го днём траура после кончины первого Президента России Бориса Николаевича Ельцина.
- В киноконкурсе команды озвучивали фильмы: КубГАУ — «Любовь и голуби», Океан — «Собачье сердце», ИГА — «Небесные ласточки», Сборная Чечни — «Карнавальная ночь», Полиграф Полиграфыч — «Обыкновенное чудо».

Решением жюри в четвертьфинал проходят ещё три команды: Сборная большого Норильска (третья игра), ИГА (четвёртая игра) и КубГАУ (четвёртая игра).

#### Четвертьфиналы
Первый ¼ финал
- Дата игры: 6 июня 2007
- Тема игры: Активный отдых
- Команды: Ботанический сад (Хабаровск), Океан (Находка), Байкал (Иркутск — Улан-Удэ), КубГАУ (Краснодар), Фёдор Двинятин (Москва — Ступино), Свои секреты (Москва)
- Жюри: Антон Морозенко, Алексей Ляпичев, Тимофей Куц, Михаил Гуликов, Валерий Закутский
- Конкурсы: Приветствие («Поездка по Золотому кольцу»), Конкурс новостей («О наболевшем»), Киноконкурс («„Columbia Pictures“ не представляет»)

| Команда          | Приветствие | Новости | общий | Киноконкурс | Итого |
| ---------------- | ----------- | ------- | ----- | ----------- | ----- |
| КубГАУ           | 4,8         | 0,7     | 5,5   | 4,8         | 10,3  |
| Ботанический сад | 4,8         | 0,7     | 5,5   | 5           | 10,5  |
| Океан            | 4,6         | 0,7     | 5,3   | 4,7         | 10    |
| Байкал           | 5           | 1       | 6     | 4,7         | 10,7  |
| Фёдор Двинятин   | 4,8         | 1       | 5,8   | 4,5         | 10,3  |
| Свои секреты     | 4,8         | 0,8     | 5,6   | 4,8         | 10,4  |

Результат игры:
1. Байкал
2. Ботанический сад
3. Свои секреты
4. Фёдор Двинятин; КубГАУ
5. Океан

- На этой игре с командой «Океан» выступила группа «Челси».

Второй ¼ финал
- Дата игры: 8 июня 2007
- Тема игры: Активный отдых
- Команды: Полиграф Полиграфыч (Омск), Найди (Ижевск), СОК (Самара), Сборная Чечни (Грозный), ИГА (Москва), Сборная ГУУ (Москва)
- Жюри: Михаил Башкатов, Кирилл Папакуль, Алексей Иванов, Михаил Гуликов, Валерий Закутский
- Конкурсы: Приветствие («Поездка по Золотому кольцу»), Конкурс новостей («О наболевшем»), Киноконкурс («„Columbia Pictures“ не представляет»)

| Команда             | Приветствие | Новости | общий | Киноконкурс | Итого |
| ------------------- | ----------- | ------- | ----- | ----------- | ----- |
| Найди               | 4,7         | 0,7     | 5,4   | 4,9         | 10,3  |
| ИГА                 | 4,8         | 0,6     | 5,4   | 4,8         | 10,2  |
| Полиграф Полиграфыч | 4,6         | 0,9     | 5,5   | 4,9         | 10,4  |
| СОК                 | 5           | 0,9     | 5,9   | 4,9         | 10,8  |
| Сборная Чечни       | 4,9         | 0,6     | 5,5   | 5           | 10,5  |
| Сборная ГУУ         | 5           | 0,9     | 5,9   | 5           | 10,9  |

Результат игры:
1. Сборная ГУУ
2. СОК
3. Сборная Чечни
4. Полиграф Полиграфыч
5. Найди
6. ИГА

Третий ¼ финал
- Дата игры: 9 июня 2007
- Тема игры: Активный отдых
- Команды: Сборная большого Норильска (Норильск), Мыс Челябинска (Челябинск), КБТУ (Алматы), Территория ИГРЫ (Красноярск), Штормовое предупреждение (Москва), БАК (Брюховецкая)
- Жюри: Давид Цаллаев, Дмитрий Кожома, Дмитрий Будашкаев, Михаил Гуликов, Валерий Закутский
- Конкурсы: Приветствие («Поездка по Золотому кольцу»), Конкурс новостей («О наболевшем»), Киноконкурс («„Columbia Pictures“ не представляет»)

| Команда          | Приветствие | Новости | общий | Киноконкурс | Итого |
| ---------------- | ----------- | ------- | ----- | ----------- | ----- |
| Мыс Челябинска   | 4,7         | 0,8     | 5,5   | 4,8         | 10,3  |
| Большой Норильск | 4,5         | 0,5     | 5     | 4,7         | 9,7   |
| Территория ИГРЫ  | 5           | 0,7     | 5,7   | 5           | 10,7  |
| Штормовое        | 4,5         | 0,5     | 5     | 4,7         | 9,7   |
| БАК              | 5           | 0,7     | 5,7   | 4,8         | 10,5  |
| КБТУ             | 5           | 1       | 6     | 4,7         | 10,7  |

Результат игры:
1. КБТУ; Территория ИГРЫ
2. БАК
3. Мыс Челябинска
4. Сборная большого Норильска; Штормовое предупреждение

Члены жюри решили добрать в полуфинал ещё четыре команды: Фёдор Двинятин (первая игра), Сборная Чечни (вторая игра), Полиграф Полиграфыч (вторая игра) и БАК (третья игра).

#### Полуфиналы
Первый полуфинал
- Дата игры: 4 сентября 2007
- Тема игры: Исполнение желаний
- Команды: Полиграф Полиграфыч (Омск), Байкал (Иркутск — Улан-Удэ), Сборная Чечни (Грозный), КБТУ (Алматы), Сборная ГУУ (Москва)
- Жюри: Кирилл Папакуль, Васант Балан, Наталья Еприкян, Антон Морозенко, Семён Слепаков
- Конкурсы: Приветствие («Бархатный сезон»), Разминка («Вопрос+ответ»), Музыкальное домашнее задание («Обыкновенное чудо»)

| Команда             | Приветствие | Разминка | общий | МДЗ | Итого |
| ------------------- | ----------- | -------- | ----- | --- | ----- |
| Сборная ГУУ         | 4,4         | 6        | 10,4  | 5   | 15,4  |
| Сборная Чечни       | 4,6         | 4,8      | 9,4   | 4   | 13,4  |
| Полиграф Полиграфыч | 4,4         | 4,8      | 9,2   | 4,2 | 13,4  |
| КБТУ                | 4,8         | 5,6      | 10,4  | 4,2 | 14,6  |
| Байкал              | 5           | 5        | 10    | 5   | 15    |

Результат игры:
1. Сборная ГУУ
2. Байкал
3. КБТУ
4. Полиграф Полиграфыч; Сборная Чечни

- Это первая игра Премьер-лиги, на которой жюри использовали таблички с оценками.

Второй полуфинал
- Дата игры: 6 сентября 2007
- Тема игры: Исполнение желаний
- Команды: Ботанический сад (Хабаровск), СОК (Самара), Фёдор Двинятин (Москва — Ступино), Территория ИГРЫ (Красноярск), БАК (Брюховецкая)
- Жюри: Кирилл Папакуль, Дмитрий Шпеньков, Сангаджи Тарбаев, Денис Привалов, Семён Слепаков
- Конкурсы: Приветствие («Бархатный сезон»), Разминка («Вопрос+ответ»), Музыкальное домашнее задание («Обыкновенное чудо»)

| Команда          | Приветствие | Разминка | общий | МДЗ | Итого |
| ---------------- | ----------- | -------- | ----- | --- | ----- |
| Ботанический сад | 4,4         | 3,8      | 8,2   | 4,8 | 13    |
| СОК              | 5           | 5,4      | 10,4  | 5   | 15,4  |
| Территория ИГРЫ  | 4,6         | 4,6      | 9,2   | 4,8 | 14    |
| БАК              | 4,8         | 5        | 9,8   | 4,8 | 14,6  |
| Фёдор Двинятин   | 4,8         | 5,4      | 10,2  | 4,8 | 15    |

Результат игры:
1. СОК
2. Фёдор Двинятин
3. БАК
4. Территория ИГРЫ
5. Ботанический сад

#### Финал
- Дата игры: 14 октября 2007
- Тема игры: Творим чудеса!
- Команды: Фёдор Двинятин (Москва — Ступино), СОК (Самара), Байкал (Иркутск — Улан-Удэ), Сборная ГУУ (Москва)
- Жюри: Александр Якушев, Дмитрий Кожома, Евгений Донских, Михаил Гуликов, Семён Слепаков
- Конкурсы: Приветствие («Там, на неведомых дорожках…»), Разминка, Домашнее задание («То ли ещё будет!»)

| Команда        | Приветствие | Разминка | общий | ДЗ  | Итого |
| -------------- | ----------- | -------- | ----- | --- | ----- |
| Байкал         | 4,4         | 5        | 9,4   | 5   | 14,4  |
| Сборная ГУУ    | 4,8         | 5        | 9,8   | 4,6 | 14,4  |
| Фёдор Двинятин | 4,4         | 3,6      | 8     | 5   | 13    |
| СОК            | 5           | 4,6      | 9,6   | 5   | 14,6  |

Результат игры:
1. СОК
2. Байкал; Сборная ГУУ
3. Фёдор Двинятин

«СОК» стали чемпионами Премьер-лиги КВН 2007 года.
- На данный момент это последний финал Премьер-лиги с участием четырёх команд.

### Команды, попавшие в Высшую лигу
В Высшую лигу 2008 попали команды:
1. СОК — в качестве чемпионов
2. Сборная ГУУ — по результатам фестиваля «КиВиН 2008»
3. Свои секреты — по результатам фестиваля «КиВиН 2008»
4. БАК — по результатам фестиваля «КиВиН 2008»
5. Байкал — по результатам фестиваля «КиВиН 2008»
6. Фёдор Двинятин — по результатам фестиваля «КиВиН 2008»
7. Территория ИГРЫ — по результатам фестиваля «КиВиН 2008»

«Сборная большого Норильска» попала в Высшую лигу, объединившись с командой «Территория ИГРЫ».

## Члены жюри
В жюри сидели 19 человек.
8 игр
- Михаил Гуликов

6 игр
- Валерий Закутский

5 игр
- Евгений Донских
- Алексей Ляпичев

4 игры
- Антон Морозенко
- Кирилл Папакуль

3 игры
- Семён Слепаков

2 игры
- Дмитрий Будашкаев
- Дмитрий Кожома
- Сангаджи Тарбаев

1 игра
- Васант Балан
- Михаил Башкатов
- Наталья Еприкян
- Алексей Иванов (КВНщик)
- Тимофей Куц
- Денис Привалов
- Давид Цаллаев
- Дмитрий Шпеньков
- Александр Якушев (КВНщик)

### Видео
- Все игры сезона

## Сезон 2008
Сезон Премьер-лиги КВН 2008 года — 6-й сезон Премьер-лиги КВН.
В сезоне 2008 года схема не изменилась. Единственным отличием был перенос полуфиналов с осени на лето. Несмотря на появление табличек в сезоне 2007, редакторы лиги отказались от них в этом сезоне, и жюри вновь принимали решения совещанием.
Сезон запомнился появлением новых команд: «Соучастники», «Триод и Диод», «7 холмов», новых женских коллективов «Малина» и «25-ая». Сюрпризами сезона были команды «Гураны» и «Обратная сторона Москвы», дошедшие до полуфинала. Новых достижений добились команды «Ботанический сад» и «Полиграф Полиграфыч». КВНщики команды «Вятка-автомат» вернулись в Премьер-лигу в составе Сборной Ульяновской области.
В этом сезоне в финале впервые сыграли шесть команд.

### Состав
В сезон Премьер-лиги 2008 были приглашены 24 команды, ещё одна была добавлена после 1/8-й финала Высшей лиги:
1. Малина (Красноярск) — чемпионы Лиги Москвы и Подмосковья, выступали под названием «Запал-Малина Project»
2. Обратная сторона Москвы (Мытищи) — финалисты Лиги Москвы и Подмосковья (команда «Ребята с нашего двора»)
3. Экстра (Лобня) — финалисты Краснодарской лиги
4. 7 холмов (Москва) — чемпионы Краснодарской лиги
5. ИНЖЭКОН (Санкт-Петербург) — финалисты «Евролиги»
6. Сборная Абакана (Абакан) — полуфиналисты Первой лиги
7. Сборная Астрахани (Астрахань) — полуфиналисты Первой лиги (команда «Альтернатива»)
8. Соучастники (Армавир) — полуфиналисты Первой лиги
9. 25-ая (Воронеж) — финалисты Первой лиги
10. НЗ (Нижний Новгород) — финалисты Первой лиги
11. Триод и Диод (Смоленск) — финалисты Первой лиги
12. Гураны (Чита) — вице-чемпионы Первой лиги
13. Сборная Ульяновской области (Ульяновск) — чемпионы Первой лиги
14. Набла (Львов) — финалисты Высшей украинской лиги
15. Днепр (Днепропетровск) — финалисты Высшей украинской лиги, выступали под названием «Сборная Днепропетровска»
16. Лучшие люди Мордовии (Саранск) — новая сборная Мордовии
17. Мечты сбываются (Москва) — второй сезон в Премьер-лиге
18. Опять 25 (Гомель) — второй сезон в Премьер-лиге, полуфиналисты Первой лиги
19. Штормовое предупреждение (Москва) — второй сезон в Премьер-лиге
20. Океан (Находка) — второй сезон в Премьер-лиге, заменили ранее заявленную в сезон команду КБТУ
21. КубГАУ (Краснодар) — второй сезон в Премьер-лиге
22. Сборная Чечни (Грозный) — второй сезон в Премьер-лиге
23. Ботанический сад (Хабаровск) — третий сезон в Премьер-лиге
24. Полиграф Полиграфыч (Омск) — второй сезон в Премьер-лиге
25. Территория ИГРЫ (Красноярск — Норильск) — четвёртый сезон в Премьер-лиге, объединились с командой «Сборная большого Норильска», команда из Высшей лиги, начинают сезон с четвертьфинала

Чемпионами сезона стали команды КВН «Триод и Диод» и «Полиграф Полиграфыч».

### Игры

#### ⅛ финала
Первая ⅛ финала
- Дата игры: 18 марта 2008
- Тема игры: Быстрее, выше, смешнее
- Команды: Сборная Ульяновской области (Ульяновск), Обратная сторона Москвы (Мытищи), Опять 25 (Гомель), Запал-Малина Project (Красноярск), Полиграф Полиграфыч (Омск), Ботанический сад (Хабаровск)
- Жюри: Андрей Бурковский, Дмитрий Шпеньков, Алексей Ляпичев, Антон Морозенко, Дмитрий Кожома
- Конкурсы: Приветствие («Выход на дистанцию»), Биатлон («Огневой рубеж»), Киноконкурс («Видео-финиш»)

| Команда             | Приветствие | Биатлон | общий | Киноконкурс | Итого |
| ------------------- | ----------- | ------- | ----- | ----------- | ----- |
| Опять 25            | 5           | 0,5     | 5,5   | 5           | 10,5  |
| Ботанический сад    | 5           | 0,7     | 5,7   | 5           | 10,7  |
| ОСМо                | 5           | 0,8     | 5,8   | 5           | 10,8  |
| Полиграф Полиграфыч | 5           | 0,9     | 5,9   | 5           | 10,9  |
| Малина              | 5           | 0,6     | 5,6   | 5           | 10,6  |
| СУО                 | 5           | 1       | 6     | 5           | 11    |

Результат игры:
1. Сборная Ульяновской области
2. Полиграф Полиграфыч
3. Обратная сторона Москвы
4. Ботанический сад
5. Запал-Малина Project
6. Опять 25

Вторая ⅛ финала
- Дата игры: 20 марта 2008
- Тема игры: Быстрее, выше, смешнее
- Команды: ИНЖЭКОН (Санкт-Петербург), Соучастники (Армавир), Набла (Львов), Гураны (Чита), Океан (Находка), Мечты сбываются (Москва)
- Жюри: Дмитрий Шпеньков, Антон Морозенко, Алексей Ляпичев, Дмитрий Колдун, Дмитрий Кожома
- Конкурсы: Приветствие («Выход на дистанцию»), Биатлон («Огневой рубеж»), Киноконкурс («Видео-финиш»)

| Команда         | Приветствие | Биатлон | общий | Киноконкурс | Итого |
| --------------- | ----------- | ------- | ----- | ----------- | ----- |
| Мечты сбываются | 4,8         | 0,6     | 5,4   | 4,6         | 10    |
| ИНЖЭКОН         | 5           | 0,9     | 5,9   | 4,5         | 10,4  |
| Гураны          | 5           | 0,8     | 5,8   | 5           | 10,8  |
| Океан           | 4,7         | 0,5     | 5,2   | 4,9         | 10,1  |
| Набла           | 4,8         | 0,7     | 5,5   | 4,9         | 10,4  |
| Соучастники     | 5           | 1       | 6     | 5           | 11    |

Результат игры:
1. Соучастники
2. Гураны
3. ИНЖЭКОН; Набла
4. Океан
5. Мечты сбываются

- В этой игре должна была участвовать команда КБТУ, но из-за их участия в проекте «Цвет нации», они были дисквалифицированы. На их место позвали команду «Океан» из Находки.
- Команда Набла стала первой украинской командой, прошедшей в четвертьфинал московской телелиги с 2003 года.

Третья ⅛ финала
- Дата игры: 22 марта 2008
- Тема игры: Быстрее, выше, смешнее
- Команды: Сборная Днепропетровска (Днепропетровск), НЗ (Нижний Новгород), Лучшие люди Мордовии (Саранск), Триод и Диод (Смоленск), 7 холмов (Москва), Сборная Чечни (Грозный)
- Жюри: Андрей Бурковский, Дмитрий Кожома, Антон Морозенко, Алексей Ляпичев, Дмитрий Колдун, Максим Забелин
- Конкурсы: Приветствие («Выход на дистанцию»), Биатлон («Огневой рубеж»), Киноконкурс («Видео-финиш»)

| Команда              | Приветствие | Биатлон | общий | Киноконкурс | Итого |
| -------------------- | ----------- | ------- | ----- | ----------- | ----- |
| Сборная Чечни        | 5           | 0,7     | 5,7   | 5           | 10,7  |
| НЗ                   | 4,8         | 0,8     | 5,6   | 4,9         | 10,5  |
| Лучшие люди Мордовии | 4,8         | 0,5     | 5,3   | 4,8         | 10,1  |
| 7 холмов             | 5           | 0,9     | 5,9   | 5           | 10,9  |
| Триод и Диод         | 5           | 1       | 6     | 5           | 11    |
| Днепр                | 4,6         | 0,7     | 5,3   | 4,7         | 10    |

Результат игры:
1. Триод и Диод
2. 7 холмов
3. Сборная Чечни
4. НЗ
5. Лучшие люди Мордовии
6. Сборная Днепропетровска

Четвёртая ⅛ финала
- Дата игры: 23 марта 2008
- Тема игры: Быстрее, выше, смешнее
- Команды: Сборная Астрахани (Астрахань), Экстра (Лобня), 25-ая (Воронеж), КубГАУ (Краснодар), Штормовое предупреждение (Москва), Сборная Абакана (Абакан)
- Жюри: Дмитрий Шпеньков, Григорий Малыгин, Антон Морозенко, Алексей Ляпичев, Дмитрий Колдун, Максим Забелин
- Конкурсы: Приветствие («Выход на дистанцию»), Биатлон («Огневой рубеж»), Киноконкурс («Видео-финиш»)

| Команда           | Приветствие | Биатлон | общий | Киноконкурс | Итого |
| ----------------- | ----------- | ------- | ----- | ----------- | ----- |
| Штормовое         | 5           | 0,6     | 5,6   | 5           | 10,6  |
| КубГАУ            | 4,7         | 0,5     | 5,2   | 5           | 10,2  |
| Сборная Абакана   | 5           | 0,9     | 5,9   | 4,6         | 10,5  |
| 25-ая             | 4,9         | 1       | 5,9   | 5           | 10,9  |
| Сборная Астрахани | 5           | 0,8     | 5,8   | 4,7         | 10,5  |
| Экстра            | 5           | 0,7     | 5,7   | 5           | 10,7  |

Результат игры:
1. 25-ая
2. Экстра
3. Штормовое предупреждение
4. Сборная Абакана; Сборная Астрахани
5. КубГАУ

- Дмитрий Колдун на этой игре судил команду «Штормовое предупреждение», за которую играл в Евролиге.

Решением жюри в четвертьфинал проходят ещё четыре команды: Ботанический сад (первая игра), НЗ (третья игра), Сборная Абакана (четвёртая игра) и Сборная Астрахани (четвёртая игра).

#### Четвертьфиналы
Первый ¼ финал
- Дата игры: 20 апреля 2008
- Тема игры: Новые рекорды
- Команды: Сборная Абакана (Абакан), НЗ (Нижний Новгород), Штормовое предупреждение (Москва), Гураны (Чита), Сборная Ульяновской области (Ульяновск), Ботанический сад (Хабаровск)
- Жюри: Дмитрий Кожома, Григорий Малыгин, Алексей Ляпичев, Михаил Галустян, Максим Забелин
- Конкурсы: Приветствие, Конкурс новостей, Киноконкурс

| Команда          | Приветствие | Новости | общий | Киноконкурс | Итого |
| ---------------- | ----------- | ------- | ----- | ----------- | ----- |
| Штормовое        | 5           | 0,8     | 5,8   | 4,7         | 10,5  |
| Сборная Абакана  | 4,8         | 0,8     | 5,6   | 4,8         | 10,4  |
| СУО              | 5           | 1       | 6     | 5           | 11    |
| Гураны           | 5           | 0,9     | 5,9   | 5           | 10,9  |
| НЗ               | 4,7         | 0,8     | 5,5   | 4,8         | 10,3  |
| Ботанический сад | 4,9         | 0,9     | 5,8   | 4,9         | 10,7  |

Результат игры:
1. Сборная Ульяновской области
2. Гураны
3. Ботанический сад
4. Штормовое предупреждение
5. Сборная Абакана
6. НЗ

Второй ¼ финал
- Дата игры: 22 апреля 2008
- Тема игры: Новые рекорды
- Команды: Соучастники (Армавир), Обратная сторона Москвы (Мытищи), Набла (Львов), Сборная Чечни (Грозный), Полиграф Полиграфыч (Омск), Территория ИГРЫ (Красноярск — Норильск)
- Жюри: Дмитрий Кожома, Григорий Малыгин, Алексей Ляпичев, Михаил Галустян, Максим Забелин
- Конкурсы: Приветствие, Конкурс новостей, Киноконкурс

| Команда             | Приветствие | Новости | общий | Киноконкурс | Итого |
| ------------------- | ----------- | ------- | ----- | ----------- | ----- |
| ОСМо                | 5           | 0,8     | 5,8   | 5           | 10,8  |
| Набла               | 4,8         | 0,7     | 5,5   | 4,7         | 10,2  |
| Территория ИГРЫ     | 4,6         | 0,7     | 5,3   | 4,9         | 10,2  |
| Полиграф Полиграфыч | 4,9         | 0,8     | 5,7   | 4,8         | 10,5  |
| Сборная Чечни       | 4,9         | 0,7     | 5,6   | 5           | 10,6  |
| Соучастники         | 5           | 1       | 6     | 4,9         | 10,9  |

Результат игры:
1. Соучастники
2. Обратная сторона Москвы
3. Сборная Чечни
4. Полиграф Полиграфыч
5. Территория ИГРЫ; Набла

- Территория ИГРЫ стала первой командой, сыгравшей в Премьер-лиге четыре сезона. До 2016 года это была последняя команда, приглашённая в Премьер-лигу после вылета из Высшей лиги.

Третий ¼ финал
- Дата игры: 24 апреля 2008
- Тема игры: Новые рекорды
- Команды: ИНЖЭКОН (Санкт-Петербург), Сборная Астрахани (Астрахань), Экстра (Лобня), 25-ая (Воронеж), 7 холмов (Москва), Триод и Диод (Смоленск)
- Жюри: Иван Пышненко, Григорий Малыгин, Алексей Ляпичев, Дмитрий Колдун, Максим Забелин
- Конкурсы: Приветствие, Конкурс новостей, Киноконкурс

| Команда           | Приветствие | Новости | общий | Киноконкурс | Итого |
| ----------------- | ----------- | ------- | ----- | ----------- | ----- |
| ИНЖЭКОН           | 4,6         | 0,7     | 5,3   | 4,8         | 10,1  |
| Экстра            | 4,6         | 0,7     | 5,3   | 5           | 10,3  |
| 25-ая             | 4,7         | 0,9     | 5,6   | 5           | 10,6  |
| Сборная Астрахани | 4,7         | 0,9     | 5,6   | 4,8         | 10,4  |
| 7 холмов          | 5           | 0,8     | 5,8   | 5           | 10,8  |
| Триод и Диод      | 5           | 0,8     | 5,8   | 4,9         | 10,7  |

Результат игры:
1. 7 холмов
2. Триод и Диод
3. 25-ая
4. Сборная Астрахани
5. Экстра
6. ИНЖЭКОН

Члены жюри решили (как и в сезоне 2007) добрать в полуфинал команду КВН Полиграф Полиграфыч (вторая игра).

#### Полуфиналы
Первый полуфинал
- Дата игры: 10 июня 2008
- Тема игры: Жаркие волны полуфиналов
- Команды: Полиграф Полиграфыч (Омск), Сборная Чечни (Грозный), Обратная сторона Москвы (Мытищи), Триод и Диод (Смоленск), Сборная Ульяновской области (Ульяновск)
- Жюри: Григорий Малыгин, Мария Кравченко, Алексей Ляпичев, Михаил Галустян, Андрей Бурковский
- Конкурсы: Приветствие, Разминка, Музыкальное домашнее задание

| Команда             | Приветствие | Разминка | общий | МДЗ | Итого |
| ------------------- | ----------- | -------- | ----- | --- | ----- |
| ОСМо                | 4,6         | 5,6      | 10,2  | 4,6 | 14,8  |
| Сборная Чечни       | 4,7         | 5,7      | 10,4  | 4,8 | 15,2  |
| Полиграф Полиграфыч | 5           | 6        | 11    | 4,6 | 15,6  |
| СУО                 | 4,7         | 5,8      | 10,5  | 4,8 | 15,3  |
| Триод и Диод        | 5           | 5,9      | 10,9  | 5   | 15,9  |

Результат игры:
1. Триод и Диод
2. Полиграф Полиграфыч
3. Сборная Ульяновской области
4. Сборная Чечни
5. Обратная сторона Москвы

Второй полуфинал
- Дата игры: 12 июня 2008
- Тема игры: Жаркие волны полуфиналов
- Команды: Ботанический сад (Хабаровск), Гураны (Чита), 25-ая (Воронеж), Соучастники (Армавир), 7 холмов (Москва)
- Жюри: Дмитрий Шпеньков, Мария Кравченко, Алексей Ляпичев, Михаил Галустян, Андрей Бурковский
- Конкурсы: Приветствие, Разминка, Музыкальное домашнее задание

| Команда          | Приветствие | Разминка | общий | МДЗ | Итого |
| ---------------- | ----------- | -------- | ----- | --- | ----- |
| Гураны           | 4,8         | 5,8      | 10,6  | 4,6 | 15,2  |
| Ботанический сад | 4,9         | 5,8      | 10,7  | 4,9 | 15,6  |
| 25-ая            | 5           | 5,8      | 10,8  | 5   | 15,8  |
| Соучастники      | 4,9         | 6        | 10,9  | 4,6 | 15,5  |
| 7 холмов         | 5           | 5,8      | 10,8  | 4,9 | 15,7  |

Результат игры:
1. 25-ая
2. 7 холмов
3. Ботанический сад
4. Соучастники
5. Гураны

После оглашения результатов второго полуфинала, членам жюри разрешили добрать ещё одну команду. Ей стала команда Ботанический сад. После этого слово взял Александр Васильевич Масляков и разрешил добрать ещё одну команду. Галустян предложил добрать Армавирскую команду, другие члены жюри его поддержали. Шестой командой финала стали Соучастники. Таким образом, в 2008 году в финал Премьер-лиги впервые прошли больше четырёх команд.

#### Финал
- Дата игры: 2 сентября 2008
- Тема игры: Рекорд для закрытых помещений
- Команды: Соучастники (Армавир), Ботанический сад (Хабаровск), 25-ая (Воронеж), 7 холмов (Москва), Полиграф Полиграфыч (Омск), Триод и Диод (Смоленск)
- Жюри: Максим Забелин, Дмитрий Шпеньков, Алексей Ляпичев, Дмитрий Колдун, Игорь Харламов, Григорий Малыгин, Давид Цаллаев, Юлий Гусман
- Конкурсы: Приветствие, Разминка, Домашнее задание (+ видео)

| Команда             | Приветствие | Разминка | общий | ДЗ  | Итого |
| ------------------- | ----------- | -------- | ----- | --- | ----- |
| 7 холмов            | 4,7         | 5,7      | 10,4  | 4,7 | 15,1  |
| Полиграф Полиграфыч | 4,9         | 5,8      | 10,7  | 5   | 15,7  |
| 25-ая               | 5           | 5,7      | 10,7  | 4,8 | 15,5  |
| Ботанический сад    | 4,8         | 5,7      | 10,5  | 4,6 | 15,1  |
| Соучастники         | 4,7         | 6        | 10,7  | 4,7 | 15,4  |
| Триод и Диод        | 4,9         | 5,8      | 10,7  | 5   | 15,7  |

Результат игры:
1. Полиграф Полиграфыч; Триод и Диод
2. 25-ая
3. Соучастники
4. 7 холмов; Ботанический сад

«Триод и Диод» и «Полиграф Полиграфыч» стали чемпионами Премьер-лиги КВН 2008 года.

### Команды, попавшие в Высшую лигу
В Высшую лигу 2009 попали команды:
1. Триод и Диод — в качестве чемпионов
2. Полиграф Полиграфыч — в качестве чемпионов
3. Семь холмов — по результатам фестиваля «КиВиН 2009»
4. Ботанический сад — по результатам фестиваля «КиВиН 2009»
5. Сборная Чечни — по результатам фестиваля «КиВиН 2009»

Команда «Соучастники» объединилась с командой БАК в «Сборную Краснодарского края» и тоже попала в Высшую лигу.

## Члены жюри
В жюри сидели 14 человек.
10 игр
- Алексей Ляпичев

6 игр
- Максим Забелин (продюсер)
- Григорий Малыгин

5 игр
- Дмитрий Кожома
- Дмитрий Колдун
- Дмитрий Шпеньков

4 игры
- Андрей Бурковский
- Михаил Галустян
- Антон Морозенко

2 игры
- Мария Кравченко

1 игра
- Юлий Гусман
- Иван Пышненко
- Гарик Харламов
- Давид Цаллаев

### Видео
- Все игры сезона

## Сезон 2009
Сезон Премьер-лиги КВН 2009 года — 7-й сезон Премьер-лиги КВН.
Сезон 2009 запомнился противостоянием двух вузов: МИИТа (вуз Александра Васильевича Маслякова) и МГИМО (вуз Александра Александровича Маслякова). МИИТ был представлен командой «ВиZиТ», а МГИМО — командой «Парапапарам». В итоге чемпионом сезона стали последние. Помимо этих двух команд, в сезоне играли новые поколения команд «Четыре татарина», БГУ и РУДН, новая команда из Красноярска — «ВИАсиПЕД», чемпионы Первой лиги «Сердце Сибири» и команда из Ярославля под названием «DasISTfak’t», которая попала в Премьер-лигу напрямую из Рязанской лиги. Команда «25-ая», вице-чемпион предыдущего сезона, не попала в Высшую лигу по результатам фестиваля «КиВиН 2009» и вернулась в Премьер-лигу на второй сезон, и вновь стала вице-чемпионом. Краснодарская команда КубГАУ представила свой новый проект «Мужская сборная», а лобненская команда «Экстра» объединилась с петербургскими «Холодцами» в новую команду — «Две столицы».
В сезоне 2009 впервые не играли команды, проигравшие в Высшей лиге.

### Состав
В сезон Премьер-лиги 2009 были приглашены 25 команд:
1. Парапапарам (Москва) — чемпионы Лиги Москвы и Подмосковья
2. Илюша (Тюмень) — финалисты Уральской лиги
3. Провинция (Владикавказ) — чемпионы лиги «Кавказ»
4. Эльбрус-экспресс (Нальчик) — чемпионы Краснодарской лиги
5. Южнее некуда (Сочи) — чемпионы Краснодарской лиги
6. Пост № 1 (Москва — Брянск) — финалисты лиги «Поволжье»
7. Четыре татарина (Казань) — третий состав команды, чемпионы лиги «Поволжье»
8. DasISTfak’t (Ярославль) — чемпионы Рязанской лиги
9. РУДНиК (Москва) — полуфиналисты Высшей украинской лиги
10. Сборная Старого города (Курск) — полуфиналисты Высшей украинской лиги
11. Мужская сборная (Краснодар) — полуфиналисты Первой лиги, новый проект бывшей команды КубГАУ
12. Сборная Челябинска и Екатеринбурга (Челябинск — Екатеринбург) — финалисты Первой лиги
13. Гарвард (Тюмень) — финалисты Первой лиги
14. ВиZиТ (Москва) — финалисты Первой лиги
15. ВИАсиПЕД (Красноярск) — финалисты Первой лиги
16. Сургутнефтегаз (Сургут) — финалисты Высшей украинской лиги
17. Принцип БГУ (Минск) — финалисты Высшей украинской лиги
18. Сердце Сибири (Новосибирск) — чемпионы Первой лиги
19. Две столицы (Лобня — Санкт-Петербург) — сборная команд «Экстра» и «Холодцы»
20. Малина (Красноярск) — второй сезон в Премьер-лиге, финалисты Первой лиги
21. ИНЖЭКОН (Санкт-Петербург) — второй сезон в Премьер-лиге, финалисты Первой лиги
22. Сборная Абакана (Абакан) — второй сезон в Премьер-лиге, претендовали на участие в Высшей лиге, но не победили в СМС-голосовании
23. Гураны (Чита) — второй сезон в Премьер-лиге
24. Обратная сторона Москвы (Мытищи) — второй сезон в Премьер-лиге
25. 25-ая (Воронеж) — второй сезон в Премьер-лиге

Чемпионом сезона стала команда КВН «Парапапарам».

### Игры

#### ⅛ финала
Первая ⅛ финала
- Дата игры: 19 марта 2009
- Команды: Принцип БГУ (Минск), Сургутнефтегаз (Сургут), Мужская сборная (Краснодар), Илюша (Тюмень), Сборная Абакана (Абакан), Обратная сторона Москвы (Мытищи), 25-ая (Воронеж)
- Жюри: Александр Гудков, Григорий Малыгин, Алексей Ляпичев, Дмитрий Колчин, Дмитрий Кожома
- Конкурсы: Приветствие («Не будь, как все»), Конкурс новостей, Киноконкурс («Мой город — 21-й век»)

| Команда         | Приветствие | Новости | общий | Киноконкурс | Итого |
| --------------- | ----------- | ------- | ----- | ----------- | ----- |
| Принцип БГУ     | 4,8         | 0,6     | 5,4   | 4,7         | 10,1  |
| Сургутнефтегаз  | 4,9         | 0,7     | 5,6   | 4,6         | 10,2  |
| Мужская сборная | 4,9         | 0,7     | 5,6   | 5           | 10,6  |
| Илюша           | 4,8         | 0,8     | 5,6   | 4,6         | 10,2  |
| Сборная Абакана | 4,9         | 0,6     | 5,5   | 5           | 10,5  |
| ОСМо            | 4,9         | 0,7     | 5,6   | 4,7         | 10,3  |
| 25-ая           | 5           | 0,9     | 5,9   | 4,9         | 10,8  |

Результат игры:
1. 25-ая
2. Мужская сборная
3. Сборная Абакана
4. Обратная сторона Москвы
5. Сургутнефтегаз; Илюша
6. Принцип БГУ

Вторая ⅛ финала
- Дата игры: 20 марта 2009
- Команды: Южнее некуда (Сочи), DasISTfak’t (Ярославль), Провинция (Владикавказ), ВиZиТ (Москва), Две столицы (Лобня — Санкт-Петербург), Малина (Красноярск)
- Жюри: Александр Гудков, Григорий Малыгин, Алексей Ляпичев, Дмитрий Шпеньков, Максим Киселёв
- Конкурсы: Приветствие («Не будь, как все»), Конкурс новостей, Киноконкурс («Мой город — 21-й век»)

| Команда      | Приветствие | Новости | общий | Киноконкурс | Итого |
| ------------ | ----------- | ------- | ----- | ----------- | ----- |
| Южнее некуда | 4,9         | 0,7     | 5,6   | 4,8         | 10,4  |
| DasISTfak’t  | 5           | 0,8     | 5,8   | 5           | 10,8  |
| Провинция    | 4,9         | 0,8     | 5,7   | 4,9         | 10,6  |
| ВиZиТ        | 5           | 1       | 6     | 4,7         | 10,7  |
| Две столицы  | 5           | 1       | 6     | 5           | 11    |
| Малина       | 5           | 0,7     | 5,7   | 4,8         | 10,5  |

Результат игры:
1. Две столицы
2. DasISTfak’t
3. ВиZиТ
4. Провинция
5. Малина
6. Южнее некуда

- После игры команду «Южнее некуда» обвинили в плагиате — один из номеров их приветствия повторял номер Сборной Астрахани, показанный в Премьер-лиге годом ранее[1], а одна из их шуток в конкурсе новостей была очень похожей на шутку команды «Парни из Баку».

Третья ⅛ финала
- Дата игры: 21 марта 2009
- Команды: Сборная Старого Города (Курск), ВИАсиПЕД (Красноярск), РУДНиК (Москва), Четыре татарина (Казань), ИНЖЭКОН (Санкт-Петербург), Гураны (Чита)
- Жюри: Максим Корчагин, Алексей Ляпичев, Константин Майер, Дмитрий Кожома, Дмитрий Шпеньков
- Конкурсы: Приветствие («Не будь, как все»), Конкурс новостей, Киноконкурс («Мой город — 21-й век»)

| Команда                | Приветствие | Новости | общий | Киноконкурс | Итого |
| ---------------------- | ----------- | ------- | ----- | ----------- | ----- |
| Сборная Старого Города | 4,8         | 0,7     | 5,5   | 5           | 10,5  |
| ВИАсиПЕД               | 5           | 0,9     | 5,9   | 4,9         | 10,8  |
| РУДНиК                 | 5           | 1       | 6     | 4,7         | 10,7  |
| Четыре татарина        | 5           | 0,9     | 5,9   | 4,9         | 10,8  |
| ИНЖЭКОН                | 5           | 1       | 6     | 4,9         | 10,9  |
| Гураны                 | 5           | 1       | 6     | 5           | 11    |

Результат игры:
1. Гураны
2. ИНЖЭКОН
3. ВИАсиПЕД; Четыре татарина
4. РУДНиК
5. Сборная старого города

Четвёртая ⅛ финала
- Дата игры: 22 марта 2009
- Команды: Пост №1 (Москва — Брянск), Эльбрус-экспресс (Нальчик), Гарвард (Тюмень), Сердце Сибири (Новосибирск), Парапапарам (Москва), Сборная Челябинска и Екатеринбурга (Челябинск — Екатеринбург)
- Жюри: Дмитрий Кожома, Алексей Ляпичев, Давид Цаллаев, Григорий Малыгин, Дмитрий Шпеньков
- Конкурсы: Приветствие («Не будь, как все»), Конкурс новостей, Киноконкурс («Мой город — 21-й век»)

| Команда          | Приветствие | Новости | общий | Киноконкурс | Итого |
| ---------------- | ----------- | ------- | ----- | ----------- | ----- |
| Пост №1          | 4,7         | 0,7     | 5,4   | 4,7         | 10,1  |
| Эльбрус-экспресс | 4,9         | 0,8     | 5,7   | 4,8         | 10,5  |
| Гарвард          | 4,8         | 1       | 5,8   | 4,8         | 10,6  |
| Сердце Сибири    | 4,9         | 0,9     | 5,8   | 5           | 10,8  |
| Парапапарам      | 5           | 1       | 6     | 4,9         | 10,9  |
| ЧелГУ—УГГУ       | 5           | 1       | 6     | 4,7         | 10,7  |

Результат игры:
1. Парапапарам
2. Сердце Сибири
3. Сборная Челябинска и Екатеринбурга
4. Гарвард
5. Эльбрус-экспресс
6. Пост № 1

- В приветствии Сборной Челябинска и Екатеринбурга участвовал член команды «Уральские пельмени» Дмитрий Соколов[2][3], но его выступление было вырезано из эфира.

Решением жюри в четвертьфинал проходят ещё пять команд: Обратная сторона Москвы (первая игра), Провинция (вторая игра), Малина (вторая игра), РУДНиК (третья игра) и Гарвард (четвёртая игра).

#### Четвертьфиналы
Первый ¼ финал
- Дата игры: 24 апреля 2009
- Команды: Гарвард (Тюмень), Мужская сборная (Краснодар), DasISTfak’t (Ярославль), Четыре татарина (Казань), Две столицы (Лобня — Санкт-Петербург), ВИАсиПЕД (Красноярск)
- Жюри: Александр Коптель, Дмитрий Шпеньков, Алексей Ляпичев, Григорий Малыгин, Дмитрий Кожома
- Конкурсы: Приветствие («Играй пока молодой»), Разминка («Прогноз на будущее»), Киноконкурс («Видео-послание потомкам»)

| Команда         | Приветствие | Разминка | общий | Киноконкурс | Итого |
| --------------- | ----------- | -------- | ----- | ----------- | ----- |
| Гарвард         | 4,9         | 5,6      | 10,5  | 4,7         | 15,2  |
| Мужская сборная | 5           | 5,7      | 10,7  | 4,9         | 15,6  |
| DasISTfak’t     | 4,9         | 5,7      | 10,6  | 4,7         | 15,3  |
| Четыре татарина | 4,9         | 5,5      | 10,4  | 4,8         | 15,2  |
| Две столицы     | 4,8         | 5,5      | 10,3  | 4,8         | 15,1  |
| ВИАсиПЕД        | 5           | 5,6      | 10,6  | 4,8         | 15,4  |

Результат игры:
1. Мужская сборная
2. ВИАсиПЕД
3. DasISTfak’t
4. Гарвард; Четыре татарина
5. Две столицы

Второй ¼ финал
- Дата игры: 25 апреля 2009
- Команды: Малина (Красноярск), Сборная Абакана (Абакан), РУДНиК (Москва), Гураны (Чита), Парапапарам (Москва), 25-ая (Воронеж)
- Жюри: Андрей Суслов, Дмитрий Шпеньков, Алексей Ляпичев, Григорий Малыгин, Константин Обухов
- Конкурсы: Приветствие («Играй пока молодой»), Разминка («Прогноз на будущее»), Киноконкурс («Видео-послание потомкам»)

| Команда         | Приветствие | Разминка | общий | Киноконкурс | Итого |
| --------------- | ----------- | -------- | ----- | ----------- | ----- |
| Малина          | 4,8         | 5,7      | 10,5  | 4,9         | 15,4  |
| Сборная Абакана | 4,8         | 6        | 10,8  | 4,8         | 15,6  |
| РУДНиК          | 5           | 5,7      | 10,7  | 4,8         | 15,5  |
| Гураны          | 5           | 5,8      | 10,8  | 4,9         | 15,7  |
| Парапапарам     | 5           | 6        | 11    | 4,8         | 15,8  |
| 25-ая           | 5           | 5,9      | 10,9  | 5           | 15,9  |

Результат игры:
1. 25-ая
2. Парапапарам
3. Гураны
4. Сборная Абакана
5. РУДНиК
6. Малина

Третий ¼ финал
- Дата игры: 26 апреля 2009
- Команды: Обратная сторона Москвы (Мытищи), Провинция (Владикавказ), ВиZиТ (Москва), ИНЖЭКОН (Санкт-Петербург), Сердце Сибири (Новосибирск), Сборная Челябинска и Екатеринбурга (Челябинск — Екатеринбург)
- Жюри: Андрей Суслов, Дмитрий Шпеньков, Алексей Ляпичев, Григорий Малыгин, Дмитрий Кожома
- Конкурсы: Приветствие («Играй пока молодой»), Разминка («Прогноз на будущее»), Киноконкурс («Видео-послание потомкам»)

| Команда       | Приветствие | Разминка | общий | Киноконкурс | Итого |
| ------------- | ----------- | -------- | ----- | ----------- | ----- |
| ОСМо          | 4,8         | 5,7      | 10,5  | 4,8         | 15,3  |
| Провинция     | 4,8         | 5,7      | 10,5  | 4,7         | 15,2  |
| ВиZиТ         | 5           | 5,9      | 10,9  | 5           | 15,9  |
| ИНЖЭКОН       | 4,7         | 6        | 10,7  | 5           | 15,7  |
| Сердце Сибири | 5           | 5,9      | 10,9  | 4,9         | 15,8  |
| ЧелГУ — УГГУ  | 4,8         | 5,8      | 10,6  | 4,8         | 15,4  |

Результат игры:
1. ВиZиТ
2. Сердце Сибири
3. ИНЖЭКОН
4. Сборная Челябинска и Екатеринбурга
5. Обратная сторона Москвы
6. Провинция

По итогам всех четвертьфиналов жюри отдало десятую путёвку в полуфинал команде КВН Сборная Челябинска и Екатеринбурга (третья игра).

#### Полуфиналы
Первый полуфинал
- Дата игры: 11 июня 2009
- Команды: Гураны (Чита), Сборная Челябинска и Екатеринбурга (Челябинск — Екатеринбург), ВИАсиПЕД (Красноярск), ВиZиТ (Москва), 25-ая (Воронеж)
- Жюри: Александр Коптель, Дмитрий Шпеньков, Алексей Ляпичев, Григорий Малыгин, Дмитрий Кожома
- Конкурсы: Приветствие («Всё включено»), Разминка, Домашнее задание («Невозможное — возможно»)

| Команда      | Приветствие | Разминка | общий | ДЗ  | Итого |
| ------------ | ----------- | -------- | ----- | --- | ----- |
| Гураны       | 4,8         | 5,7      | 10,5  | 4,6 | 15,1  |
| ЧелГУ — УГГУ | 4,6         | 5,7      | 10,3  | 4,5 | 14,8  |
| ВИАсиПЕД     | 4,7         | 5,7      | 10,4  | 4,9 | 15,3  |
| ВиZиТ        | 5           | 6        | 11    | 5   | 16    |
| 25-ая        | 4,8         | 5,8      | 10,6  | 4,8 | 15,4  |

Результат игры:
1. ВиZиТ
2. 25-ая
3. ВИАсиПЕД
4. Гураны
5. Сборная Челябинска и Екатеринбурга

Второй полуфинал
- Дата игры: 12 июня 2009
- Команды: Мужская сборная (Краснодар), DasISTfak’t (Ярославль), ИНЖЭКОН (Санкт-Петербург), Сердце Сибири (Новосибирск), Парапапарам (Москва)
- Жюри: Андрей Суслов, Дмитрий Шпеньков, Алексей Ляпичев, Григорий Малыгин, Иван Пышненко
- Конкурсы: Приветствие («Всё включено»), Разминка, Домашнее задание («Невозможное — возможно»)

| Команда         | Приветствие | Разминка | общий | ДЗ  | Итого |
| --------------- | ----------- | -------- | ----- | --- | ----- |
| Мужская сборная | 4,8         | 5,6      | 10,4  | 4,9 | 15,3  |
| DasISTfak’t     | 4,8         | 5,8      | 10,6  | 5   | 15,6  |
| ИНЖЭКОН         | 4,8         | 5,5      | 10,3  | 4,9 | 15,2  |
| Сердце Сибири   | 4,8         | 5,7      | 10,5  | 4,7 | 15,2  |
| Парапапарам     | 5           | 5,8      | 10,8  | 5   | 15,8  |

Результат игры:
1. Парапапарам
2. DasISTfak’t
3. Мужская сборная
4. Сердце Сибири; ИНЖЭКОН

По окончании второго полуфинала жюри дополнительно взяло в финал команды, занявшие третьи места — ВИАсиПЕД и Мужская сборная. Таким образом, как и годом ранее, в финале оказалось шесть команд вместо предполагаемых четырёх.

#### Финал
- Дата игры: 6 сентября 2009
- Команды: Мужская сборная (Краснодар), ВИАсиПЕД (Красноярск), DasISTfak’t (Ярославль), 25-ая (Воронеж), Парапапарам (Москва), ВиZиТ (Москва)
- Жюри: Дмитрий Нагиев, Гарик Мартиросян, Юлий Гусман, Михаил Ефремов, Леонид Ярмольник
- Конкурсы: Приветствие («Встреча на высшем уровне»), Разминка («Саммит большой шестерки»), Домашнее задание (+ видео) («Мы из будущего»)

| Команда         | Приветствие | Разминка | общий | ДЗ  | Итого |
| --------------- | ----------- | -------- | ----- | --- | ----- |
| Мужская сборная | 5           | 5,4      | 10,4  | 4,6 | 15    |
| ВИАсиПЕД        | 5           | 4,6      | 9,6   | 4   | 13,6  |
| DasISTfak’t     | 4,6         | 5,2      | 9,8   | 4,4 | 14,2  |
| 25-ая           | 5           | 5,2      | 10,2  | 5   | 15,2  |
| Парапапарам     | 5           | 6        | 11    | 4,6 | 15,6  |
| ВиZиТ           | 4,8         | 4,6      | 9,4   | 4,4 | 13,8  |

Результат игры:
1. Парапапарам
2. 25-ая
3. Мужская сборная
4. DasISTfak’t
5. ВиZиТ
6. ВИАсиПЕД

«Парапапарам» стали чемпионами Премьер-лиги КВН 2009 года.
- В отличие от всех предыдущих игр сезона, в финале жюри сидело за отдельными столиками и выставляло оценки индивидуально с помощью табличек, а не коллегиально.
- «25-ая» второй раз заняла в финале Премьер-лиги второе место. Прежде дважды становилась вице-чемпионом только Сборная ГУУ.
- В конце игры после объявления результатов Юлий Гусман взял слово и, говоря о том, что его тройка за разминку «25-ой» повлияла на итог игры, попросил Александра Маслякова-старшего кроме чемпионов взять в Высшую лигу и вице-чемпионов.

### Команды, попавшие в Высшую лигу
В Высшую лигу 2010 попали команды:
1. Парапапарам — в качестве чемпионов
2. 25-ая — по специальному приглашению

Таким образом Премьер-лига 2009 предоставила Высшей лиге меньше команд, чем все остальные сезоны.

## Члены жюри
В жюри сидели 19 человек.
9 игр
- Алексей Ляпичев

8 игр
- Григорий Малыгин
- Дмитрий Шпеньков

6 игр
- Дмитрий Кожома

3 игры
- Андрей Суслов

2 игры
- Александр Гудков
- Александр Коптель

1 игра
- Юлий Гусман
- Михаил Ефремов
- Максим Киселёв
- Дмитрий Колчин
- Максим Корчагин
- Константин Майер
- Гарик Мартиросян
- Дмитрий Нагиев
- Константин Обухов
- Иван Пышненко
- Давид Цаллаев
- Леонид Ярмольник

### Видео
- Все игры сезона

## Сезон 2010
Сезон Премьер-лиги КВН 2010 года — 8-й сезон Премьер-лиги КВН.
В сезоне 2010 года произошли изменения в Премьер-лиге. Схемой проведения этапов, их количеством и сроками их проведения этот сезон не отличался от двух предыдущих, но были другие отличия — в судействе и конкурсах. Во-первых, вернулась система оценок с табличками, благодаря чему разрывы в баллах между командами увеличились; во-вторых, из первых игр сезона исчез киноконкурс, который с 2007 года игрался чуть ли не в каждой игре лиги. В каждой игре обязательными конкурсами стали «приветствие», «разминка» и «биатлон», тогда как предыдущие три сезона «разминка» и «биатлон» в одной игре почти не встречались. В жюри стали реже приглашать действующих КВНщиков, вместо них большее внимание уделялось бывшим, уже получившим известность в других проектах, а также другим медийным персонам. Ни разу за сезон в жюри не сидели редакторы лиги Михаил Гуликов и Алексей Ляпичев, регулярно появлявшиеся там ранее.
Изменения произошли и с командами. «Мужскую сборную», ранее представлявшую краснодарский КубГАУ, в этом сезоне поддерживала РЭА им. Плеханова. Поэтому команда представляла не Краснодар, а Москву и выступала под названием «Мужская сборная — ПлехановЪ». К команде «DasISTfak’t» присоединилась Юлия Кириленко, участница монокоманды «Юля — голубой это я!» (Запорожье) и жена фронтмена команды, Григория Шатохина. К команде «ВИАсиПЕД» присоединились участники Сборной Абакана. Команда «Гарвард», ранее представлявшая Тюмень, в этом сезоне представляла город Новый Уренгой. Дмитрий Бушуев, Артём Гагара и Андрей Кропотов, которые вместе играли в Сборной Ульяновской области, и в кировской команде «Вятка-автомат», представили свой новый проект — «Вятка — тёмная армия зла».
Представление команд в начале игры тоже происходило иначе. В сезоне 2010 все игры начинались с беседы ведущего с представителями команд, по ходу которой каждая команда представляла себя и свой стиль юмора.
До финала сезона дошли на этот раз пять команд, а чемпионом, впервые в Премьер-лиге, стала не российская команда — «Минское море», представляющая Республику Беларусь.

### Состав
В сезон Премьер-лиги 2010 были приглашены 22 команды:
1. Сега Мега Драйв 16 бит (Москва) — чемпионы Лиги Москвы и Подмосковья
2. Сборная ДГТУ (Ростов-на-Дону) — полуфиналисты Первой лиги
3. Сборная Алтайского края (Барнаул) — полуфиналисты Первой лиги
4. Миллениум (Ульяновск) — полуфиналисты Первой лиги
5. Просто сказал (Орёл — Калуга) — финалисты Высшей Украинской лиги, финалисты Рязанской лиги
6. Сборная блондинок Украины (Харьков) — финалисты Высшей Украинской лиги
7. ТПУ (Томск) — финалисты Первой лиги
8. Сборная Батайска (Батайск) — чемпионы Первой лиги
9. Минское море (Минск) — чемпионы Первой лиги
10. Бомонд (Челябинск) — финалисты Первой лиги, претендовали на участие в Высшей лиге, но не победили в СМС-голосовании
11. Вятка (Киров) — новый проект кировских КВНщиков
12. Малина (Красноярск) — третий сезон в Премьер-лиге, финалисты Краснодарской лиги
13. РУДНиК (Москва) — второй сезон в Премьер-лиге
14. Гарвард (Новый Уренгой) — второй сезон в Премьер-лиге, чемпионы Северной лиги
15. Четыре татарина (Казань) — второй сезон в Премьер-лиге, чемпионы Краснодарской лиги
16. Сердце Сибири (Новосибирск) — второй сезон в Премьер-лиге
17. ИНЖЭКОН (Санкт-Петербург) — третий сезон в Премьер-лиге
18. Гураны (Чита) — третий сезон в Премьер-лиге
19. ВИАсиПЕД (Красноярск — Абакан) — второй сезон в Премьер-лиге (третий для абаканцев)
20. ВиZиТ (Москва) — второй сезон в Премьер-лиге
21. Мужская сборная (Москва) — второй сезон в Премьер-лиге, выступали под названием «Мужская сборная — ПлехановЪ»
22. DasISTfak’t (Ярославль) — второй сезон в Премьер-лиге

Чемпионом сезона стала команда КВН «Минское море».

### Игры

#### ⅛ финала
Первая ⅛ финала.
- Дата игры: 16 марта 2010
- Тема игры: Мы начинаем КВН
- Команды: Сборная Батайска (Батайск), DasISTfak’t (Ярославль), Сердце Сибири (Новосибирск), Гарвард (Новый Уренгой), Сборная ДГТУ (Ростов-на-Дону), ВиZиТ (Москва)
- Жюри: Сергей Писаренко, Андрей Рожков, Татьяна Лазарева, Михаил Шац, Игорь Харламов
- Конкурсы: Приветствие («Мы начинаем КВН»), Разминка, Биатлон, Музыкальный номер («А вы, друзья, как ни садитесь…»)

| Команда          | Приветствие | Разминка | общий | Биатлон | общий | Музыкалка | Итого |
| ---------------- | ----------- | -------- | ----- | ------- | ----- | --------- | ----- |
| Сборная Батайска | 5           | 5,2      | 10,2  | 0,9     | 11,1  | 3,8       | 14,9  |
| DasISTfak’t      | 4,8         | 5        | 9,8   | 0,9     | 10,7  | 3,2       | 13,9  |
| Сердце Сибири    | 4,4         | 4        | 8,4   | 0,4     | 8,8   | 3,6       | 12,4  |
| Гарвард          | 4,8         | 4,2      | 9     | 0,2     | 9,2   | 3,2       | 12,4  |
| Сборная ДГТУ     | 4,4         | 4,4      | 8,8   | 0,2     | 9     | 3,4       | 12,4  |
| ВиZиТ            | 4,4         | 4        | 8,4   | 0,6     | 9     | 3,8       | 12,8  |

Результат игры:
1. Сборная Батайска
2. DasISTfak’t
3. ВиZиТ
4. Сердце Сибири; Сборная ДГТУ; Гарвард

- Это первая игра Премьер-лиги с финала 2006, в которой были сыграны четыре конкурса. Все игры сезонов 2007—2009 состояли из трёх конкурсов.

Вторая ⅛ финала
- Дата игры: 17 марта 2010
- Тема игры: Главное — не участие, главное — победа
- Команды: Миллениум (Ульяновск), Гураны (Чита), Просто сказал (Орёл — Калуга), РУДНиК (Москва), ВИАсиПЕД (Красноярск — Абакан)
- Жюри: Сергей Лазарев, Андрей Рожков, Татьяна Лазарева, Михаил Шац, Игорь Харламов
- Конкурсы: Приветствие («Главное — не участие, главное — победа»), Разминка, Биатлон, Музыкальный номер («Мечты сбываются»)

| Команда       | Приветствие | Разминка | общий | Биатлон | общий | Музыкалка | Итого |
| ------------- | ----------- | -------- | ----- | ------- | ----- | --------- | ----- |
| Миллениум     | 4,2         | 5,2      | 9,4   | 1       | 10,4  | 3,6       | 14    |
| Гураны        | 5           | 4        | 9     | 0,6     | 9,6   | 2,8       | 12,4  |
| Просто сказал | 4,4         | 3,8      | 8,2   | 0,8     | 9     | 2,8       | 11,8  |
| РУДНиК        | 4,2         | 3,6      | 7,8   | 0,2     | 8     | 4         | 12    |
| ВИАсиПЕД      | 4,6         | 3,8      | 8,4   | 0,4     | 8,8   | 3,6       | 12,4  |

Результат игры:
1. Миллениум
2. Гураны; ВИАсиПЕД
3. РУДНиК
4. Просто сказал

Третья ⅛ финала
- Дата игры: 29 марта 2010
- Тема игры: Риск, дело молодое
- Команды: ТПУ (Томск), Минское море (Минск), Четыре татарина (Казань), Мужская сборная (Москва), Малина (Красноярск)
- Жюри: Евгений Никишин, Сергей Писаренко, Татьяна Лазарева, Михаил Шац, Игорь Харламов
- Конкурсы: Приветствие («Где наша не пропадала?»), Разминка, Биатлон, Музыкальный номер («Вперёд, и с песней»)

| Команда         | Приветствие | Разминка | общий | Биатлон | общий | Музыкалка | Итого |
| --------------- | ----------- | -------- | ----- | ------- | ----- | --------- | ----- |
| ТПУ             | 4,6         | 4,4      | 9     | 0,2     | 9,2   | 3,6       | 12,8  |
| Минское море    | 5           | 5,6      | 10,6  | 1       | 11,6  | 4         | 15,6  |
| Четыре татарина | 4,6         | 4,6      | 9,2   | 0,8     | 10    | 4         | 14    |
| Мужская сборная | 4,6         | 4,2      | 8,8   | 0,4     | 9,2   | 3,6       | 12,8  |
| Малина          | 4,2         | 4,6      | 8,8   | 0,6     | 9,4   | 3,2       | 12,6  |

Результат игры:
1. Минское море
2. Четыре татарина
3. Мужская сборная; ТПУ
4. Малина

- Команда «Минское море» стала первой белорусской командой, сумевшей пройти в четвертьфинал Премьер-лиги. До сезона 2010 все белорусские команды («Белорусская сборная», «Вдребезги», «Опять 25» и «Принцип БГУ») останавливались на этапе 1/8-й финала.

Четвёртая ⅛ финала
- Дата игры: 29 марта 2010
- Тема игры: Смелость города берёт
- Команды: Сборная блондинок Украины (Харьков), Сега Мега Драйв 16 бит (Москва), Сборная Алтайского края (Барнаул), ИНЖЭКОН (Санкт-Петербург), Бомонд (Челябинск), Вятка (Киров)
- Жюри: Сергей Писаренко, Евгений Никишин, Татьяна Лазарева, Михаил Шац, Игорь Харламов
- Конкурсы: Приветствие («Идём на „Вы“»), Разминка, Биатлон, Музыкальный номер («А знаешь — всё ещё будет»)

| Команда                | Приветствие | Разминка | общий | Биатлон | общий | Музыкалка | Итого |
| ---------------------- | ----------- | -------- | ----- | ------- | ----- | --------- | ----- |
| Блондинки              | 5           | 4,8      | 9,8   | 0,4     | 10,2  | 3,2       | 13,4  |
| Сега Мега Драйв 16 бит | 5           | 4,8      | 9,8   | 0,9     | 10,7  | 3,8       | 14,5  |
| Алтайский край         | 4,8         | 4,4      | 9,2   | 0,2     | 9,4   | 3,2       | 12,6  |
| ИНЖЭКОН                | 4,4         | 5        | 9,4   | 0,6     | 10    | 3,2       | 13,2  |
| Бомонд                 | 4,8         | 4        | 8,8   | 0,2     | 9     | 3,2       | 12,2  |
| Вятка                  | 5           | 5,6      | 10,6  | 0,9     | 11,5  | 3,8       | 15,3  |

Результат игры:
1. Вятка
2. Сега Мега Драйв 16 бит
3. Сборная блондинок Украины
4. ИНЖЭКОН
5. Сборная Алтайского края
6. Бомонд

- По предварительному расписанию четвёртая 1/8-я должна была состояться 30 марта, но была перенесена на 29-е в связи с объявлением 30-го днём траура по погибшим в терактах в московском метро[5].

В четвертьфиналы кроме занявших первые три места команд были также добраны Сердце Сибири (первая игра) и все команды из четвёртой игры — ИНЖЭКОН, Сборная Алтайского края и Бомонд.

#### Четвертьфиналы
Первый ¼ финал
- Дата игры: 10 мая 2010
- Тема игры: Счастливые приметы
- Команды: Сега Мега Драйв 16 бит (Москва), Сердце Сибири (Новосибирск), ИНЖЭКОН (Санкт-Петербург), Гураны (Чита), Сборная блондинок Украины (Харьков), DasISTfak't (Ярославль)
- Жюри: Сергей Лазарев, Дмитрий Кожома, Сергей Писаренко, Евгений Никишин, Давид Цаллаев
- Конкурсы: Приветствие («Персональный гороскоп»), Разминка, Биатлон, СТЭМ («Сон с четверга на пятницу»)

| Команда                | Приветствие | Разминка | общий | Биатлон | общий | СТЭМ | Итого |
| ---------------------- | ----------- | -------- | ----- | ------- | ----- | ---- | ----- |
| Сега Мега Драйв 16 бит | 5           | 4,4      | 9,4   | 0,2     | 9,6   | 4    | 13,6  |
| Сердце Сибири          | 4,8         | 4,4      | 9,2   | 0,4     | 9,6   | 3,8  | 13,4  |
| ИНЖЭКОН                | 5           | 4,4      | 9,4   | 0,9     | 10,3  | 4    | 14,3  |
| Гураны                 | 4,8         | 4,4      | 9,2   | 0,6     | 9,8   | 3,4  | 13,2  |
| Блондинки              | 4,4         | 4,8      | 9,2   | 0,2     | 9,4   | 3,4  | 12,8  |
| DasISTfak't            | 4           | 4,2      | 8,2   | 0,9     | 9,1   | 3,6  | 12,7  |

Результат игры:
1. ИНЖЭКОН
2. Сега Мега Драйв 16 бит
3. Сердце Сибири
4. Гураны
5. Сборная блондинок Украины
6. DasISTfak’t

Второй ¼ финал
- Дата игры: 11 мая 2010
- Тема игры: Ключи к успеху
- Команды: Миллениум (Ульяновск), ВиZиТ (Москва), Сборная Батайска (Батайск), Сборная Алтайского края (Барнаул), Четыре татарина (Казань)
- Жюри: Глеб Тимошенко, Сергей Писаренко, Сати Казанова, Евгений Никишин, Дмитрий Шпеньков
- Конкурсы: Приветствие («Команда КВН предупреждает…»), Разминка, Биатлон, СТЭМ («В здоровом теле — здоровый дух»)

| Команда          | Приветствие | Разминка | общий | Биатлон | общий | СТЭМ | Итого |
| ---------------- | ----------- | -------- | ----- | ------- | ----- | ---- | ----- |
| Миллениум        | 4           | 5,6      | 9,6   | 0,9     | 10,5  | 4    | 14,5  |
| ВиZиТ            | 5           | 5        | 10    | 0,4     | 10,4  | 4    | 14,4  |
| Сборная Батайска | 5           | 5,6      | 10,6  | 0,9     | 11,5  | 3,6  | 15,1  |
| Алтайский край   | 4,4         | 5        | 9,4   | 0,2     | 9,6   | 3,6  | 13,2  |
| Четыре татарина  | 4,2         | 5        | 9,2   | 0,6     | 9,8   | 3,6  | 13,4  |

Результат игры:
1. Сборная Батайска
2. Миллениум
3. ВиZиТ
4. Четыре татарина
5. Сборная Алтайского края

Третий ¼ финал
- Дата игры: 12 мая 2010
- Тема игры: Его величество Случай
- Команды: Минское море (Минск), Бомонд (Челябинск), ТПУ (Томск), ВИАсиПЕД (Красноярск — Абакан), Мужская сборная (Москва), Вятка (Киров)
- Жюри: Сергей Лазарев, Сергей Писаренко, Татьяна Лазарева, Евгений Никишин, Дмитрий Шпеньков
- Конкурсы: Приветствие («В нужное время, в нужном месте»), Разминка, Биатлон, СТЭМ («Вам и не снилось!»)

| Команда         | Приветствие | Разминка | общий | Биатлон | общий | СТЭМ | Итого |
| --------------- | ----------- | -------- | ----- | ------- | ----- | ---- | ----- |
| Минское море    | 5           | 5,6      | 10,6  | 0,6     | 11,2  | 3,8  | 15    |
| Бомонд          | 4           | 4        | 8     | 0,2     | 8,2   | 3    | 11,2  |
| ТПУ             | 4           | 4,8      | 8,8   | 0,2     | 9     | 4    | 13    |
| ВИАсиПЕД        | 3,8         | 4        | 7,8   | 0,4     | 8,2   | 3,4  | 11,6  |
| Мужская сборная | 5           | 4,4      | 9,4   | 0,8     | 10,2  | 4    | 14,2  |
| Вятка           | 4,8         | 5,6      | 10,4  | 1       | 11,4  | 3,4  | 14,8  |

Результат игры:
1. Минское море
2. Вятка
3. Мужская сборная
4. ТПУ
5. ВИАсиПЕД
6. Бомонд

Решением редакторов десятым полуфиналистом стала Сборная блондинок Украины (первая игра).

#### Полуфиналы
Первый полуфинал
- Дата игры: 7 июня 2010
- Тема игры: На гребне волны
- Команды: Минское море (Минск), ИНЖЭКОН (Санкт-Петербург), Сборная блондинок Украины (Харьков), Сега Мега Драйв 16 бит (Москва), Миллениум (Ульяновск)
- Жюри: Александр Гудков, Сати Казанова, Сергей Писаренко, Анатолий Вассерман, Игорь Харламов
- Конкурсы: Приветствие («Мы в такие шагали дали»), Разминка, Биатлон, Музыкальное домашнее задание (с видеороликом) («Наука отдыхать»)

| Команда                | Приветствие | Разминка | общий | Биатлон | общий | МДЗ | Итого |
| ---------------------- | ----------- | -------- | ----- | ------- | ----- | --- | ----- |
| Минское море           | 5           | 5,4      | 10,4  | 1       | 11,4  | 4,8 | 16,2  |
| ИНЖЭКОН                | 4,2         | 4,2      | 8,4   | 0,2     | 8,6   | 3,8 | 12,4  |
| Блондинки              | 4,8         | 4,8      | 9,6   | 0,6     | 10,2  | 4,2 | 14,4  |
| Сега Мега Драйв 16 бит | 4,6         | 5,4      | 10    | 0,4     | 10,4  | 5   | 15,4  |
| Миллениум              | 5           | 5,4      | 10,4  | 0,8     | 11,2  | 4,4 | 15,6  |

Результат игры:
1. Минское море
2. Миллениум
3. Сега Мега Драйв 16 бит
4. Сборная блондинок Украины
5. ИНЖЭКОН

Занявшая третье место команда Сега Мега Драйв 16 бит была взята в финал решением А. В. Маслякова.
Второй полуфинал
- Дата игры: 8 июня 2010
- Тема игры: На гребне волны
- Команды: Сборная Батайска (Батайск), Сердце Сибири (Новосибирск), Мужская сборная (Москва), Вятка (Киров), ВиZиТ (Москва)
- Жюри: Давид Цаллаев, Светлана Пермякова, Дмитрий Шпеньков, Анатолий Вассерман, Игорь Харламов
- Конкурсы: Приветствие («Мы в такие шагали дали»), Разминка, Биатлон, Музыкальное домашнее задание (с видеороликом) («Наука отдыхать»)

| Команда          | Приветствие | Разминка | общий | Биатлон | общий | МДЗ | Итого |
| ---------------- | ----------- | -------- | ----- | ------- | ----- | --- | ----- |
| Сборная Батайска | 5           | 4,4      | 9,4   | 0,8     | 10,2  | 4   | 14,2  |
| Сердце Сибири    | 4,2         | 4,2      | 8,4   | 0,6     | 9     | 4,8 | 13,8  |
| Мужская сборная  | 4,2         | 4,6      | 8,8   | 0,4     | 9,2   | 4,6 | 13,8  |
| Вятка            | 4,4         | 5        | 9,4   | 1       | 10,4  | 5   | 15,4  |
| ВиZиТ            | 5           | 4,4      | 9,4   | 0,2     | 9,6   | 4,2 | 13,8  |

Результат игры:
1. Вятка
2. Сборная Батайска
3. Сердце Сибири; ВиZиТ; Мужская сборная

- В приветствии «Мужской сборной» участвовал Сергей Зверев.

#### Финал
- Дата игры: 6 сентября 2010
- Тема игры: Момент истины
- Команды: Минское море (Минск), Сега Мега Драйв 16 бит (Москва), Миллениум (Ульяновск), Сборная Батайска (Батайск), Вятка (Киров)
- Жюри: Сергей Лазарев, Евгений Никишин, Михаил Шац, Александр Пушной, Игорь Харламов
- Конкурсы: Приветствие («Осторожно, финал!»), Разминка, Биатлон, Музыкальное домашнее задание (с видеороликом) («Живи играя»)

| Команда                | Приветствие | Разминка | общий | Биатлон | общий | МДЗ | Итого |
| ---------------------- | ----------- | -------- | ----- | ------- | ----- | --- | ----- |
| Минское море           | 5           | 4,2      | 9,2   | 1       | 10,2  | 5   | 15,2  |
| Сега Мега Драйв 16 бит | 4,4         | 4,4      | 8,8   | 0,4     | 9,2   | 5   | 14,2  |
| Миллениум              | 3,4         | 3,4      | 6,8   | 0,2     | 7     | 3,8 | 10,8  |
| Сборная Батайска       | 4,6         | 3,8      | 8,4   | 0,6     | 9     | 4,2 | 13,2  |
| Вятка                  | 5           | 4,6      | 9,6   | 0,8     | 10,4  | 4,2 | 14,6  |

Результат игры:
1. Минское море
2. Вятка
3. Сега Мега Драйв 16 бит
4. Сборная Батайска
5. Миллениум

Чемпионом Премьер-лиги сезона 2010 стала команда КВН «Минское море».
- Впервые чемпионом Премьер-лиги стала нероссийская команда. Также, впервые чемпионом Премьер-лиги стала команда — чемпион Первой лиги.
- В финале не оказалось ни одной из четырёх команд-финалистов прошлого сезона, игравших этот сезон в Премьер-лиге: «DasISTfak’t» и «ВИАсиПЕД» выбыли на стадии четвертьфиналов, а «Мужская сборная» и «ВиZиТ» проиграли в полуфинале.
- «Минское море» стали второй командой после «Станции спортивной», занявшей первые места во всех играх сезона.
- Видеоролики Сборной Батайска и «Вятки» были вырезаны из эфира.
- Во время представления команд фронтмен ульяновского «Миллениума» Дмитрий Шипатов два раза забыл свои слова. Из эфира этот момент был вырезан, но остались смех и аплодисменты зрителей после того, как Шипатов всё таки смог произнести свой текст[8].

### Команды, попавшие в Высшую лигу
В Высшую лигу 2011 попали команды:
1. Минское море — в качестве чемпионов
2. Вятка — по результатам фестиваля «КиВиН 2011»
3. Сборная Батайска — по результатам фестиваля «КиВиН 2011»
4. ВиZиТ — по результатам фестиваля «КиВиН 2011»
5. ИНЖЭКОН — по результатам фестиваля «КиВиН 2011»
6. Гураны — по результатам фестиваля «КиВиН 2011»

Также, «Сборная блондинок Украины» вошла в состав сборной Украины «Inter.ua», а отдельные участники команды «Сердце Сибири» перешли в московский «Парапапарам». Два участника команды «ВИАсиПЕД» и один участник команды «Малина» создали новую команду под названием «Красноярск», и тоже попали в Высшую лигу.
«Миллениум» стал первым финалистом Премьер-лиги, не попавшим в следующем сезоне ни в одну из телевизионных лиг (Вышка, Премьерка, Первая или ВУЛ). В предыдущих сезонах большинство финалистов (во многих случаях — все) попадали в Высшую лигу, реже оставались в Премьер-лиге, а «Дизель» (Николаев), финалист 2003 года, в 2004 году играл в Высшей украинской лиге. Команда «Миллениум» сезон 2011 провела в лиге «Поволжье».

## Члены жюри
В жюри сидели 16 человек.
7 игр
- Сергей Писаренко
- Гарик Харламов

6 игр
- Евгений Никишин

5 игр
- Татьяна Лазарева
- Михаил Шац

4 игры
- Сергей Лазарев

3 игры
- Дмитрий Шпеньков

2 игры
- Анатолий Вассерман
- Сати Казанова
- Андрей Рожков
- Давид Цаллаев

1 игра
- Александр Гудков
- Дмитрий Кожома
- Светлана Пермякова
- Александр Пушной
- Глеб Тимошенко

### Видео
- Все игры сезона

## Сезон 2011
Сезон Премьер-лиги КВН 2011 года — 9-й сезон Премьер-лиги КВН.
В связи с 50-летием Клуба в 2011 году, в Премьер-лиге было решено провести эксперимент с новой схемой. В этом сезоне сыграли всего 12 команд, и количество игр тоже было сокращено — 8 вместо 10. На первых двух этапах никто не выбывает, все 12 команд играют три игры (условно называемые ⅛, четверть- и полуфиналами) и набирают баллы, которые суммируются. По итогам трёх игр шесть команд проходят в финал сезона. В первом круге в одной игре встречаются по четыре команды, во втором и третьем — по шесть.
По итогам фестиваля «КиВиН 2011» в Сочи в этот сезон были отобраны 12 команд, среди которых впервые не оказалось чемпиона Лиги Москвы и Подмосковья, несмотря на то, что чемпион этой лиги должен автоматически попасть в Премьер-лигу (команда «ФАС» — чемпион 2010 года — играла в 2011-м в Первой лиге КВН в Минске). Большинство команд, попавших в сезон — выпускники Первой лиги 2010, среди них и вице-чемпионы «Факультет журналистики». В сезоне также появилась новая команда из Абхазии — «Маленькая страна», и первая в московской теле-лиге команда из Латвии — «Рижские готы», которая попала в Премьер-лигу напрямую из лиги «Рига». Среди команд, которые уже играли в Премьер-лиге, в этом сезоне оказались только две — четвертьфиналисты прошлого сезона «Бомонд» и бронзовые призёры «Сега Мега Драйв 16 бит».
Судейство на играх 1/8-й и 1/4-й финала отличалось тем, что на каждой игре в жюри сидели представители отдельной команды КВН, которая играла когда-то в Премьер-лиге. Жюри выставляли оценки с помощью табличек, но могли также и совещаться между собой и, если все хотят поставить одинаковую оценку, то капитан команды может поднять одну табличку за всех.
В этом сезоне также игрались новые вариации конкурсов «Биатлон» и «Разминка». В 1/8-й финала игрался биатлон «на выживание» — от каждой команды выходят по пять участников, каждый из них по очереди читает шутку из списка. Жюри выбирает лучшую шутку, КВНщик, прочитавший её, остаётся в игре, остальные уходят со сцены. Так происходит до того, как на сцене остаются представители только одной команды. Команда, чьи представители остаются последними на сцене, получает по 0,2 балла за каждого, остальные команды не получают баллов. В четвертьфинальных играх правила были упрощены: команда-победитель получала 1 балл, команды, вылетевшие первыми — 0,5, после них — 0,6 и т. д. В полуфиналах игралась «Суперразминка» — разминка, включающая в себя все виды этого конкурса: классический вопрос-ответ, фото-разминка (игралась в Высшей лиге 2010), вопросом на ответ (игралась в Высшей лиге 2003), музыкальный вопрос, видео-вопрос (игралась в Высшей лиге 2007) и вопрос от ведущего. В финале вновь игрался Биатлон по схеме первого круга игр, однако команды не теряли баллы когда уходили игроки — команда победитель получала 3 балла вне зависимости от числа участников на сцене.

### Состав
В сезон Премьер-лиги 2011 были приглашены 12 команд:
1. Рижские готы (Рига) — финалисты лиги «Рига»
2. Сделано в Хабаровске (Хабаровск) — финалисты Краснодарской лиги
3. ЖЕнская Сборная Таганрога (Таганрог) — четвертьфиналисты Первой лиги, вице-чемпион Первой украинской лиги
4. Маленькая страна (Сухум) — полуфиналисты Высшей украинской лиги, чемпионы Краснодарской лиги
5. Общее дело (Москва) — полуфиналисты Первой лиги
6. 9 минут 11-го (Подольск) — полуфиналисты Первой лиги
7. Сборная Камызякского края (Астрахань) — полуфиналисты Первой лиги, чемпионы лиги «Каспий»
8. Ананас (Вязьма) — финалисты Первой лиги
9. ИГУ (Иркутск) — финалисты Первой лиги
10. Факультет журналистики (Санкт-Петербург) — вице-чемпионы Первой лиги
11. Бомонд (Челябинск) — второй сезон в Премьер-лиге
12. Сега Мега Драйв 16 бит (Москва) — второй сезон в Премьер-лиге

Чемпионом сезона стала команда КВН Иркутского государственного университета.

### Игры

#### ⅛ финала
Первая ⅛ финала
- Дата игры: 2 апреля 2011
- Команды: Ананас (Вязьма), Сборная Камызякского края (Астрахань), ЖЕнская Сборная Таганрога (Таганрог), Сега Мега Драйв 16 бит (Москва)
- Жюри: Денис Синяев, Антон Сасин, Александр Якушев, Владимир Тарарыкин, Александр Волобуев
- Конкурсы: Приветствие («Будем знакомы»), Биатлон («Последний герой»), Музыкальное домашнее задание («Друг познаётся в игре»)

| Команда                | Приветствие | Биатлон | общий | МДЗ | Итого |
| ---------------------- | ----------- | ------- | ----- | --- | ----- |
| Ананас                 | 5           | 0       | 5     | 4,6 | 9,6   |
| Камызяк                | 5           | 0       | 5     | 5   | 10    |
| ЖеСТ                   | 4,6         | 0       | 4,6   | 4,6 | 9,2   |
| Сега Мега Драйв 16 бит | 4,8         | 0,2     | 5     | 4,8 | 9,8   |

Результат игры:
1. Сборная Камызякского края
2. Сега Мега Драйв 16 бит
3. Ананас
4. ЖЕнская Сборная Таганрога

- В жюри на этой игре сидела команда «ПриМа», полуфиналисты Премьер-лиги 2005 и чемпионы Высшей лиги 2009.
- В конкурсе «Последний герой» за команду «Сега Мега Драйв 16 бит» выступал фронтмен команды «Фёдор Двинятин» Александр Гудков в костюме панды.

Вторая ⅛ финала
- Дата игры: 3 апреля 2011
- Команды: Факультет журналистики (Санкт-Петербург), ИГУ (Иркутск), Бомонд (Челябинск), Рижские готы (Рига)
- Жюри: Максим Шишканов, Михаил Масленников, Максим Киселёв, Иван Палагин, Елизавета Кажанова
- Конкурсы: Приветствие («Будем знакомы»), Биатлон («Последний герой»), Музыкальное домашнее задание («Друг познаётся в игре»)

| Команда                | Приветствие | Биатлон | общий | МДЗ | Итого |
| ---------------------- | ----------- | ------- | ----- | --- | ----- |
| Факультет журналистики | 4,8         | 0       | 4,8   | 5   | 9,8   |
| ИГУ                    | 5           | 0       | 5     | 4,8 | 9,8   |
| Бомонд                 | 4,8         | 0       | 4,8   | 4,8 | 9,6   |
| Рижские готы           | 4,4         | 0,2     | 4,6   | 4,8 | 9,4   |

Результат игры:
1. Факультет журналистики; ИГУ
2. Бомонд
3. Рижские готы

- В жюри на этой игре сидела команда «Триод и Диод», чемпионы Премьер-лиги 2008 и (на 2011 год) дважды финалисты Высшей лиги (2009 и 2010).

Третья ⅛ финала
- Дата игры: 4 апреля 2011
- Команды: Общее дело (Москва), Сделано в Хабаровске (Хабаровск), 9 минут 11-го (Подольск), Маленькая страна (Сухум)
- Жюри: Аслан Сокуров, Аслан Гугкаев, Давид Цаллаев, Заурбек Байцаев, Тимур Каргинов
- Конкурсы: Приветствие («Будем знакомы»), Биатлон («Последний герой»), Музыкальное домашнее задание («Друг познаётся в игре»)

| Команда              | Приветствие | Биатлон | общий | МДЗ | Итого |
| -------------------- | ----------- | ------- | ----- | --- | ----- |
| Общее дело           | 4,4         | 0       | 4,4   | 5   | 9,4   |
| Сделано в Хабаровске | 4,8         | 0       | 4,8   | 4,6 | 9,4   |
| 9 минут 11-го        | 4,4         | 0       | 4,4   | 5   | 9,4   |
| Маленькая страна     | 5           | 0,2     | 5,2   | 5   | 10,2  |

Результат игры:
1. Маленькая страна
2. 9 минут 11-го; Общее дело; Сделано в Хабаровске

- В жюри на этой игре сидела команда «Пирамида», вице-чемпионы Премьер-лиги 2005 и Высшей лиги 2007 и 2008.
- Аслан Сокуров и Аслан Гугкаев поднимая оценки за приветствие командам «Сделано в Хабаровске», «Общее дело» и «9 минут 11-го» взяли сразу две таблички таким образом, что ведущему и командам на сцене, а также первым рядам, были видны пятёрки, а остальному залу — тройки[10]. Засчитаны были пятёрки. Этот момент заметен также в видео-записи игры[11].
- В МДЗ за команду из Хабаровска выступили представители команд КВН «Вятка», «Полиграф Полиграфыч», «Парапапарам» и «Пирамида».

| Команда                   | оценка |
| ------------------------- | ------ |
| Маленькая страна          | 10,2   |
| Сборная Камызякского края | 10     |
| ИГУ                       | 9,8    |
| Сега Мега Драйв 16 бит    | 9,8    |
| Факультет журналистики    | 9,8    |
| Ананас                    | 9,6    |
| Бомонд                    | 9,6    |
| 9 минут 11-го             | 9,4    |
| Общее дело                | 9,4    |
| Рижские готы              | 9,4    |
| Сделано в Хабаровске      | 9,4    |
| ЖЕнская Сборная Таганрога | 9,2    |

#### Четвертьфиналы
Первый ¼ финал
- Дата игры: 11 мая 2011
- Команды: Общее дело (Москва), 9 минут 11-го (Подольск), Бомонд (Челябинск), ИГУ (Иркутск), Сборная Камызякского края (Астрахань), Маленькая страна (Сухум)
- Жюри: Роман Беленков, Илья Алексеев, Александр Волохов, Дмитрий Колчин, Алексей Зюзин, Василина Кукушкина
- Конкурсы: Приветствие («КВН еще тот!»), Биатлон, Финальный номер («Три минуты»)

| Команда          | Приветствие | Биатлон | общий | Финальный номер | Итого |
| ---------------- | ----------- | ------- | ----- | --------------- | ----- |
| Общее дело       | 4           | 0,5     | 4,5   | 3,6             | 8,1   |
| 9 минут 11-го    | 4,8         | 0,6     | 5,4   | 3,4             | 8,8   |
| Бомонд           | 5           | 0,5     | 5,5   | 3,4             | 8,9   |
| ИГУ              | 5           | 1       | 6     | 3,6             | 9,6   |
| Камызяк          | 5           | 0,6     | 5,6   | 3,6             | 9,2   |
| Маленькая страна | 4,2         | 0,6     | 4,8   | 3,4             | 8,2   |

Результат игры:
1. ИГУ
2. Сборная Камызякского края
3. Бомонд
4. 9 минут 11-го
5. Маленькая страна
6. Общее дело

- В жюри на этой игре сидела команда «СОК», чемпионы Премьер-лиги 2007 и финалисты Высшей лиги 2008 (позже в 2011 году дошли до финала и стали чемпионами). Это единственная команда, которая на протяжении игры не использовала таблички с оценками.

Второй ¼ финал
- Дата игры: 12 мая 2011
- Команды: ЖЕнская Сборная Таганрога (Таганрог), Сделано в Хабаровске (Хабаровск), Рижские готы (Рига), Ананас (Вязьма), Факультет журналистики (Санкт-Петербург), Сега Мега Драйв 16 бит (Москва)
- Жюри: Анна Кирсанова (Смирнова), Юлия Ахмедова, Дмитрий Шпеньков, Наталья Чеботарёва, Анна Бородина
- Конкурсы: Приветствие («КВН еще тот!»), Биатлон, Финальный номер («Три минуты»)

| Команда                | Приветствие | Биатлон | общий | Финальный номер | Итого |
| ---------------------- | ----------- | ------- | ----- | --------------- | ----- |
| ЖеСТ                   | 4,6         | 0,6     | 5,2   | 3,6             | 8,8   |
| Сделано в Хабаровске   | 4,6         | 0,6     | 5,2   | 3,8             | 9     |
| Рижские готы           | 5           | 0,6     | 5,6   | 4               | 9,6   |
| Ананас                 | 5           | 1       | 6     | 4               | 10    |
| Факультет журналистики | 5           | 0,5     | 5,5   | 3,8             | 9,3   |
| Сега Мега Драйв 16 бит | 5           | 0,5     | 5,5   | 3,8             | 9,3   |

Результат игры:
1. Ананас
2. Рижские готы
3. Факультет журналистики; Сега Мега Драйв 16 бит
4. Сделано в Хабаровске
5. ЖЕнская Сборная Таганрога

- В жюри на этой игре сидела команда «25-ая», вице-чемпионы Премьер-лиги 2008 и 2009 и финалисты Высшей лиги 2010. Впервые состав жюри оказался преимущественно женским.
- В Приветствии команды «Сделано в Хабаровске» принимал участие фокусник Амаяк Акопян.

По окончании игр второго круга команды получили задания на Киноконкурс. Жанры распределились следующим образом: Детское кино — «Маленькая страна» и «ЖЕнская Сборная Таганрога», Исторический фильм — «Сборная Камызякского края» и «Факультет журналистики», Фантастика — ИГУ и «Сега Мега Драйв 16 бит», Фильм ужасов — «Бомонд» и «Ананас», Комедия — «9 минут 11-го» и «Рижские готы», Музыкальный фильм — «Общее дело» и «Сделано в Хабаровске».
| Команда                   | оценка |
| ------------------------- | ------ |
| Ананас                    | 19,6   |
| ИГУ                       | 19,4   |
| Сборная Камызякского края | 19,2   |
| Сега Мега Драйв 16 бит    | 19,1   |
| Факультет журналистики    | 19,1   |
| Рижские готы              | 19     |
| Бомонд                    | 18,5   |
| Сделано в Хабаровске      | 18,4   |
| Маленькая страна          | 18,4   |
| 9 минут 11-го             | 18,2   |
| ЖЕнская Сборная Таганрога | 18     |
| Общее дело                | 17,5   |

#### Полуфиналы
Первый полуфинал
- Дата игры: 11 июня 2011
- Команды: ЖЕнская Сборная Таганрога (Таганрог), Сделано в Хабаровске (Хабаровск), Бомонд (Челябинск), Рижские готы (Рига), Сега Мега Драйв 16 бит (Москва), Сборная Камызякского края (Астрахань)
- Жюри: Алексей Ляпичев, Максим Киселёв, Юлия Ахмедова, Дмитрий Колчин, Антон Сасин
- Конкурсы: Приветствие («Отпуск за свой счет»), Разминка («Суперразминка»), Киноконкурс («Кино-премьера»)

| Команда                | Приветствие | Разминка | общий | Киноконкурс | Итого |
| ---------------------- | ----------- | -------- | ----- | ----------- | ----- |
| ЖеСТ                   | 4,8         | 5,2      | 10    | 4,6         | 14,6  |
| Сделано в Хабаровске   | 4,6         | 5,4      | 10    | 4,6         | 14,6  |
| Бомонд                 | 4,8         | 5,2      | 10    | 5           | 15    |
| Рижские готы           | 4,6         | 5,2      | 9,8   | 4,8         | 14,6  |
| Сега Мега Драйв 16 бит | 4,8         | 5,6      | 10,4  | 4,8         | 15,2  |
| Камызяк                | 5           | 5,4      | 10,4  | 5           | 15,4  |

Результат игры:
1. Сборная Камызякского края
2. Сега Мега Драйв 16 бит
3. Бомонд
4. Рижские готы; ЖЕнская Сборная Таганрога; Сделано в Хабаровске

- По окончании игры Масляков младший объявил, что «Сборная Камызякского края», «Сега Мега Драйв 16 бит» и «Рижские готы» проходят в финал, так как набрали больше баллов за три игры, чем их соперники по полуфиналу. Это объявление немного запутало зрителей, так как «Готов» ещё могли обойти по баллам участники второго полуфинала, но в итоге этого не случилось[12].
- Первоначально расстановка команд в полуфиналах была несколько иной[13], но через два дня после объявления составов «Рижских готов» и «9 минут 11-го» поменяли играми.
- На этой игре видео-вопрос на разминке задавал Сергей Лазарев.
- После этой игры «Сборная Камызякского края» сообщила, что чиновники камызякского суда в устной форме посоветовали «Больше не шутить про камызякский суд… потому что команда представляет судей и город в негативном свете»[14].

Второй полуфинал
- Дата игры: 12 июня 2011
- Команды: Общее дело (Москва), 9 минут 11-го (Подольск), Маленькая страна (Сухум), Факультет журналистики (Санкт-Петербург), ИГУ (Иркутск), Ананас (Вязьма)
- Жюри: Алексей Ляпичев, Антон Сасин, Юлия Ахмедова, Дмитрий Колчин, Максим Киселёв
- Конкурсы: Приветствие («Отпуск за свой счет»), Разминка («Суперразминка»), Киноконкурс («Кино-премьера»)

| Команда                | Приветствие | Разминка | общий | Киноконкурс | Итого |
| ---------------------- | ----------- | -------- | ----- | ----------- | ----- |
| Общее дело             | 4,8         | 5,6      | 10,4  | 4,4         | 14,8  |
| 9 минут 11-го          | 4,6         | 5,6      | 10,2  | 4,4         | 14,6  |
| Маленькая страна       | 4,6         | 5,4      | 10    | 4,6         | 14,6  |
| Факультет журналистики | 5           | 5,4      | 10,4  | 5           | 15,4  |
| ИГУ                    | 4,8         | 5,8      | 10,6  | 4,6         | 15,2  |
| Ананас                 | 4,8         | 5,6      | 10,4  | 4,4         | 14,8  |

Результат игры:
1. Факультет журналистики
2. ИГУ
3. Ананас; Общее дело
4. 9 минут 11-го; Маленькая страна

- «Факультет журналистики» стали первой питерской командой, попавшей в финал Премьер-лиги.
- На этой игре видео-вопрос на разминке задавал Анатолий Вассерман.

| Команда                   | оценка |
| ------------------------- | ------ |
| ИГУ                       | 34,6   |
| Сборная Камызякского края | 34,6   |
| Факультет журналистики    | 34,5   |
| Ананас                    | 34,4   |
| Сега Мега Драйв 16 бит    | 34,3   |
| Рижские готы              | 33,6   |
| Бомонд                    | 33,5   |
| Маленькая страна          | 33     |
| Сделано в Хабаровске      | 33     |
| 9 минут 11-го             | 32,8   |
| ЖЕнская Сборная Таганрога | 32,6   |
| Общее дело                | 32,3   |

#### Финал
- Дата игры: 4 сентября 2011
- Команды: Сборная Камызякского края (Астрахань), ИГУ (Иркутск), Факультет журналистики (Санкт-Петербург), Ананас (Вязьма), Сега Мега Драйв 16 бит (Москва), Рижские готы (Рига)
- Жюри: Константин Эрнст, Александр Масляков, Юлий Гусман
- Конкурсы: Приветствие («Классика жанра»), Биатлон, Музыкальное домашнее задание («Быть или не быть»)

| Команда                | Приветствие | Биатлон | общий | МДЗ | Итого |
| ---------------------- | ----------- | ------- | ----- | --- | ----- |
| Камызяк                | 14          | 0       | 14    | 12  | 26    |
| ИГУ                    | 15          | 0       | 15    | 18  | 33    |
| Факультет журналистики | 15          | 1,5     | 16,5  | 15  | 31,5  |
| Ананас                 | 14          | 0       | 14    | 12  | 26    |
| Сега Мега Драйв 16 бит | 15          | 1,5     | 16,5  | 15  | 31,5  |
| Рижские готы           | 14          | 0       | 14    | 15  | 29    |

Результат игры:
1. ИГУ
2. Факультет журналистики; Сега Мега Драйв 16 бит
3. Рижские готы
4. Ананас; Сборная Камызякского края

Чемпионом Премьер-лиги сезона 2011 стала команда КВН ИГУ.
- Помимо чемпионов в Высшую лигу 2012 приглашены оба вице-чемпиона сезона[15][16].
- На этой игре оценки жюри складывались, средние баллы не вычислялись.
- Биатлон игрался по системе первого круга, но команды играли не на балл, а на три балла. Причём, команда-победитель должна была получить все три балла вне зависимости от числа участников. В итоге, члены жюри решили разделить 3 балла пополам (по 1,5) между двумя последними командами (в том числе и потому, что у них закончились шутки).
- В домашних заданиях двух команд принимали участие КВНщики из Высшей лиги: за «Ананас» выступил Антон Сасин (в образе Медведева), а за ИГУ — Дмитрий Колчин.

### Команды, попавшие в Высшую лигу
В Высшую лигу 2012 попали команды:
1. ИГУ — в качестве чемпионов
2. Факультет журналистики — по специальному приглашению
3. Сега Мега Драйв 16 бит — по специальному приглашению
4. Сборная Камызякского края — по результатам фестиваля «КиВиН 2012»
5. Ананас — по результатам фестиваля «КиВиН 2012»
6. Бомонд — по результатам фестиваля «КиВиН 2012»
7. Рижские готы (в качестве «Сборной Прибалтики»)[17] — по результатам фестиваля «КиВиН 2012»

Команда «Сделано в Хабаровске» объединилась с «Ботаническим садом» и тоже попала в Высшую лигу

## Члены жюри
В жюри сидели 30 человек.
3 игры
- Юлия Ахмедова
- Максим Киселёв
- Дмитрий Колчин
- Антон Сасин

2 игры
- Алексей Ляпичев

1 игра
- Илья Алексеев (КВНщик)
- Заурбек Байцаев
- Роман Беленков
- Анна Бородина
- Александр Волобуев
- Александр Волохов (КВНщик)
- Аслан Гугкаев
- Юлий Гусман
- Алексей Зюзин (КВНщик)
- Елизавета Кажанова
- Тимур Каргинов
- Анна Кирсанова (Смирнова)
- Василина Кукушкина
- Михаил Масленников (КВНщик)
- Александр Васильевич Масляков
- Иван Палагин
- Денис Синяев
- Аслан Сокуров
- Владимир Тарарыкин
- Давид Цаллаев
- Наталья Чеботарёва
- Максим Шишканов
- Дмитрий Шпеньков
- Константин Эрнст
- Александр Якушев (КВНщик)

### Видео
- Все игры сезона

## Сезон 2012
Сезон Премьер-лиги КВН 2012 года — 10-й сезон Премьер-лиги КВН.
Юбилейный, 10-й, сезон Премьер-лиги 2012 прошёл по той же схеме, как и сезон 2011. Двенадцать команд набирали баллы по ходу сезона, и после того, как все сыграли по три игры, был определён состав финала.
Среди 12 команд, приглашённых в сезон — три уже играли в Премьер-лиге: «ЖЕнская Сборная Таганрога» и «Общее дело» в сезоне 2011 не смогли пробиться в финал, а команда из Алтайского края вернулась после одного пропущенного сезона, проведённого в лиге КВН «Сибирь». Среди новичков, выпускники и чемпионы Первой лиги, Турнира ВУЛ и других лиг. Для этого сезона была создана новая сборная Краснодарского края под названием «Краснодар — Сочи», состоящая из команд «Сборная города Сочи» и «Самая культурная сборная» (Краснодар).
В сезоне 2012 были сыграны несколько вариаций нового конкурса «Мастер-класс». В играх 1/8-й финала игрался биатлон, в котором команды соревновались против КВНщиков Высшей лиги, и зарабатывали по 0,2 балла когда их шутка была лучше шутки «мастера», по мнению членов жюри. В четвертьфиналах игралась разминка против звёзд Высшей лиги, команды вновь зарабатывали по 0,2 балла в случае более удачного ответа. В полуфиналах игрался СТЭМ, в котором командам нужно было задействовать КВНщика из Высшей лиги.
Это первый сезон Премьер-лиги, составленный исключительно из российских команд. Также, впервые в Премьер-лиге не было ни одной новой команды из Москвы.
Сезон открыл зрителю три команды, которые в следующих сезонах станут звёздами Высшей лиги: Сборная Физтеха, «Союз» и «Плохая компания».

### Состав
В сезон Премьер-лиги 2012 были приглашены 12 команд:
1. Сборная Физтеха (Долгопрудный) — чемпионы Лиги Москвы и Подмосковья, участники Первой лиги
2. Плохая компания (Красноярск) — чемпионы лиги «Азия»
3. Союз (Тюмень) — чемпионы Уральской лиги
4. Родина Чехова (Таганрог) — полуфиналисты Первой лиги
5. Самоцветы — Наше Серебро (Кострома) — чемпионы Турнира ВУЛ и Рязанской лиги
6. Евразы (Ростов-на-Дону) — финалисты Первой лиги, выступали под названием «Сборная Евразийского института»
7. Общага (Чебоксары) — вице-чемпионы Первой лиги
8. Мисс Мира (Пенза) — чемпионы Первой лиги
9. Краснодар — Сочи (Краснодар — Сочи) — новая сборная команда Краснодарского края
10. Сборная Алтайского края (Барнаул) — второй сезон в Премьер-лиге, чемпионы лиги «Сибирь»
11. Общее дело (Москва) — второй сезон в Премьер-лиге
12. ЖЕнская Сборная Таганрога (Таганрог) — второй сезон в Премьер-лиге

Чемпионом сезона стала команда КВН МФТИ «Сборная Физтеха».

### Игры

#### ⅛ финала
Первая ⅛ финала
- Дата игры: 1 апреля 2012
- Команды: Общее дело (Москва), Плохая компания (Красноярск), Самоцветы — Наше Серебро (Кострома), Родина Чехова (Таганрог)
- Жюри: Дмитрий Бушуев, Ольга Картункова, Дмитрий Колчин, Юлия Ахмедова, Демис Карибов
- Конкурсы: Приветствие («Премьера команды КВН»), Биатлон («Мастер-класс»), Музыкальное домашнее задание («Живи играя»)

| Команда         | Приветствие | Биатлон | общий | МДЗ | Итого |
| --------------- | ----------- | ------- | ----- | --- | ----- |
| Общее дело      | 4           | 0,4     | 4,4   | 4   | 8,4   |
| Плохая компания | 4,8         | 0,6     | 5,4   | 5   | 10,4  |
| Самоцветы       | 5           | 0,8     | 5,8   | 4,4 | 10,2  |
| Родина Чехова   | 5           | 0,2     | 5,2   | 4   | 9,2   |

Результат игры:
1. Плохая компания
2. Самоцветы — Наше Серебро
3. Родина Чехова
4. Общее дело

- В конкурсе «мастер-класс» приняли участие Дмитрий Кожома, Дмитрий Шпеньков, Николай Архипенко и Александр Гудков.

Вторая ⅛ финала
- Дата игры: 2 апреля 2012
- Команды: Сборная Физтеха (Долгопрудный), Общага (Чебоксары), Сборная Евразийского института (Ростов-на-Дону), ЖЕнская Сборная Таганрога (Таганрог)
- Жюри: Дмитрий Бушуев, Ольга Картункова, Дмитрий Колчин, Юлия Ахмедова, Демис Карибов
- Конкурсы: Приветствие («Премьера команды КВН»), Биатлон («Мастер-класс»), Музыкальное домашнее задание («Живи играя»)

| Команда                        | Приветствие | Биатлон | общий | МДЗ | Итого |
| ------------------------------ | ----------- | ------- | ----- | --- | ----- |
| Сборная Физтеха                | 4,6         | 0,8     | 5,4   | 5   | 10,4  |
| Общага                         | 5           | 0,8     | 5,8   | 4,8 | 10,6  |
| Сборная Евразийского института | 4,8         | 0,8     | 5,6   | 4,8 | 10,4  |
| ЖеСТ                           | 4,8         | 0       | 4,8   | 4,6 | 9,4   |

Результат игры:
1. Общага
2. Сборная Физтеха; Сборная Евразийского института
3. ЖЕнская Сборная Таганрога

- В конкурсе «мастер-класс» приняли участие Дмитрий Кожома, Дмитрий Шпеньков, Николай Архипенко и Иван Абрамов.

Третья ⅛ финала
- Дата игры: 3 апреля 2012
- Команды: Мисс Мира (Пенза), Сборная Алтайского края (Барнаул), Союз (Тюмень), Краснодар — Сочи (Краснодар — Сочи)
- Жюри: Дмитрий Бушуев, Ольга Картункова, Дмитрий Колчин, Юлия Ахмедова, Демис Карибов
- Конкурсы: Приветствие («Премьера команды КВН»), Биатлон («Мастер-класс»), Музыкальное домашнее задание («Живи играя»)

| Команда                 | Приветствие | Биатлон | общий | МДЗ | Итого |
| ----------------------- | ----------- | ------- | ----- | --- | ----- |
| Мисс Мира               | 5           | 1       | 6     | 4,8 | 10,8  |
| Сборная Алтайского края | 5           | 0,4     | 5,4   | 4,8 | 10,2  |
| Союз                    | 5           | 0,6     | 5,6   | 5   | 10,6  |
| Краснодар — Сочи        | 5           | 0,6     | 5,6   | 5   | 10,6  |

Результат игры:
1. Мисс Мира
2. Союз; Краснодар — Сочи
3. Сборная Алтайского края

- В конкурсе «мастер-класс» приняли участие Дмитрий Кожома, Дмитрий Шпеньков, Александр Гудков и Иван Абрамов.

| Команда                        | оценка |
| ------------------------------ | ------ |
| Мисс Мира                      | 10,8   |
| Общага                         | 10,6   |
| Союз                           | 10,6   |
| Краснодар — Сочи               | 10,6   |
| Плохая компания                | 10,4   |
| Сборная Физтеха                | 10,4   |
| Сборная Евразийского института | 10,4   |
| Сборная Алтайского края        | 10,2   |
| Самоцветы — Наше серебро       | 10,2   |
| ЖЕнская Сборная Таганрога      | 9,4    |
| Родина Чехова                  | 9,2    |
| Общее дело                     | 8,4    |

#### Четвертьфиналы
Первый ¼ финал
- Дата игры: 11 мая 2012
- Команды: Общага (Чебоксары), Плохая компания (Красноярск), Родина Чехова (Таганрог), Краснодар — Сочи (Краснодар — Сочи), Общее дело (Москва), Союз (Тюмень)
- Жюри: Дмитрий Бушуев, Сангаджи Тарбаев, Алексей Ляпичев, Евгений Донских, Иван Пышненко
- Конкурсы: Приветствие («Мы так играем»), Разминка («Мастер-класс»), Домашнее задание («Произвольная программа»)

| Команда          | Приветствие | Разминка | общий | ДЗ  | Итого |
| ---------------- | ----------- | -------- | ----- | --- | ----- |
| Общага           | 4,4         | 0        | 4,4   | 4   | 8,4   |
| Плохая компания  | 4,8         | 0,4      | 5,2   | 3,8 | 9     |
| Родина Чехова    | 4           | 0        | 4     | 3   | 7     |
| Краснодар — Сочи | 5           | 0,4      | 5,4   | 3,6 | 9     |
| Общее дело       | 4,6         | 0,2      | 4,8   | 3,4 | 8,2   |
| Союз             | 5           | 0        | 5     | 3,8 | 8,8   |

Результат игры:
1. Плохая компания; Краснодар — Сочи
2. Союз
3. Общага
4. Общее дело
5. Родина Чехова

- На этой игре в мастер-классе участвовали Александр Гудков, Дмитрий Кожома, Александр Коптель, Сергей Гореликов, Азамат Мусагалиев и Илья Аксёнов.

Второй ¼ финал
- Дата игры: 12 мая 2012
- Команды: ЖЕнская Сборная Таганрога (Таганрог), Сборная Алтайского края (Барнаул), Самоцветы — Наше серебро (Кострома), Сборная Евразийского института (Ростов-на-Дону), Сборная Физтеха (Долгопрудный), Мисс Мира (Пенза)
- Жюри: Дмитрий Бушуев, Сангаджи Тарбаев, Алексей Ляпичев, Евгений Донских, Иван Пышненко
- Конкурсы: Приветствие («Мы так играем»), Разминка («Мастер-класс»), Домашнее задание («Произвольная программа»)

| Команда                 | Приветствие | Разминка | общий | ДЗ  | Итого |
| ----------------------- | ----------- | -------- | ----- | --- | ----- |
| ЖеСТ                    | 4,2         | 0,2      | 4,4   | 3   | 7,4   |
| Сборная Алтайского края | 4,4         | 0        | 4,4   | 3,2 | 7,6   |
| Самоцветы               | 4           | 0        | 4     | 3,4 | 7,4   |
| Евразы                  | 5           | 0        | 5     | 3,6 | 8,6   |
| Сборная Физтеха         | 5           | 0        | 5     | 4   | 9     |
| Мисс Мира               | 4,4         | 0,2      | 4,6   | 3,6 | 8,2   |

Результат игры:
1. Сборная Физтеха
2. Сборная Евразийского института
3. Мисс Мира
4. Сборная Алтайского края
5. Самоцветы — Наше серебро; ЖЕнская Сборная Таганрога

- На этой игре в мастер-классе участвовали Дмитрий Кожома, Александр Коптель, Илья Аксёнов, Азамат Мусагалиев, Аслан Сокуров и Юлия Ахмедова.

| Команда                        | оценка |
| ------------------------------ | ------ |
| Краснодар — Сочи               | 19,6   |
| Плохая компания                | 19,4   |
| Союз                           | 19,4   |
| Сборная Физтеха                | 19,4   |
| Общага                         | 19     |
| Сборная Евразийского института | 19     |
| Мисс Мира                      | 19     |
| Сборная Алтайского края        | 17,8   |
| Самоцветы — Наше серебро       | 17,6   |
| ЖЕнская Сборная Таганрога      | 16,8   |
| Общее дело                     | 16,6   |
| Родина Чехова                  | 16,2   |

#### Полуфиналы
Первый полуфинал
- Дата игры: 9 июня 2012
- Команды: Краснодар — Сочи (Краснодар — Сочи), Сборная Физтеха (Долгопрудный), Общага (Чебоксары), Сборная Алтайского края (Барнаул), Самоцветы — Наше серебро (Кострома), ЖЕнская Сборная Таганрога (Таганрог)
- Жюри: Дмитрий Бушуев, Андрей Скороход, Максим Киселёв, Юлия Ахмедова, Николай Архипенко, Заурбек Байцаев
- Конкурсы: Приветствие («Максимальный отрыв»), Разминка, Домашнее задание («Друг познаётся в игре»)

| Команда                 | Приветствие | Разминка | общий | ДЗ  | Итого |
| ----------------------- | ----------- | -------- | ----- | --- | ----- |
| Краснодар — Сочи        | 4,7         | 4,8      | 9,5   | 5   | 14,5  |
| Сборная Физтеха         | 5           | 5,8      | 10,8  | 5   | 15,8  |
| Общага                  | 4,3         | 4,8      | 9,1   | 5   | 14,1  |
| Сборная Алтайского края | 4,8         | 5        | 9,8   | 5   | 14,8  |
| Самоцветы               | 5           | 6        | 11    | 4,7 | 15,7  |
| ЖеСТ                    | 4,3         | 4,8      | 9,1   | 5   | 14,1  |

Результат игры:
1. Сборная Физтеха
2. Самоцветы — Наше серебро
3. Сборная Алтайского края
4. Краснодар — Сочи
5. Общага; ЖЕнская Сборная Таганрога

- В Домашних заданиях команд участвовали: Сергей Писаренко за «ЖеСТ», Александр Гудков за «Общагу», Илья Аксёнов за «Физтех», Антон Сасин за Кострому, Дмитрий Шпеньков за Алтай и Ольга Картункова за «Краснодар — Сочи».

Второй полуфинал
- Дата игры: 11 июня 2012
- Команды: Плохая компания (Красноярск), Союз (Тюмень), Сборная Евразийского института (Ростов-на-Дону), Мисс Мира (Пенза), Общее дело (Москва), Родина Чехова (Таганрог)
- Жюри: Александр Гудков, Сергей Писаренко, Ольга Картункова, Дмитрий Шпеньков, Антон Сасин, Илья Аксёнов
- Конкурсы: Приветствие («Максимальный отрыв»), Разминка, Домашнее задание («Друг познаётся в игре»)

| Команда         | Приветствие | Разминка | общий | ДЗ  | Итого |
| --------------- | ----------- | -------- | ----- | --- | ----- |
| Плохая компания | 4,8         | 5,2      | 10    | 4,7 | 14,7  |
| Союз            | 5           | 4,7      | 9,7   | 5   | 14,7  |
| Евразы          | 4,7         | 5,3      | 10    | 5   | 15    |
| Мисс Мира       | 5           | 4,5      | 9,5   | 4,8 | 14,3  |
| Общее дело      | 4,5         | 4,8      | 9,3   | 4,5 | 13,8  |
| Родина Чехова   | 4,3         | 4,7      | 9     | 4,7 | 13,7  |

Результат игры:
1. Сборная Евразийского института
2. Союз; Плохая компания
3. Мисс Мира
4. Общее дело
5. Родина Чехова

- В Домашних заданиях команд участвовали: Максим Киселёв за «Общее дело», Заур Байцаев за Таганрог, Дмитрий Бушуев за «Плохую компанию», Николай Архипенко за Ростов, Андрей Скороход за «Союз» и Юлия Ахмедова за «Мисс Мира».

| Команда                        | оценка |
| ------------------------------ | ------ |
| Сборная Физтеха                | 35,2   |
| Краснодар — Сочи               | 34,1   |
| Союз                           | 34,1   |
| Плохая компания                | 34,1   |
| Сборная Евразийского института | 34     |
| Самоцветы — Наше серебро       | 33,3   |
| Мисс Мира                      | 33,3   |
| Общага                         | 33,1   |
| Сборная Алтайского края        | 32,6   |
| ЖЕнская Сборная Таганрога      | 30,9   |
| Общее дело                     | 30,4   |
| Родина Чехова                  | 29,9   |

#### Финал
- Дата игры: 6 сентября 2012
- Команды: Плохая компания (Красноярск), Союз (Тюмень), Сборная Евразийского института (Ростов-на-Дону), Краснодар — Сочи (Краснодар — Сочи), Сборная Физтеха (Долгопрудный), Самоцветы — Наше серебро (Кострома)
- Жюри: Дмитрий Колчин, Елена Борщёва, Юлий Гусман, Александр Якушев, Демис Карибов
- Конкурсы: Приветствие («КВН начинается с шутки»), Биатлон, Домашнее задание («Мы не играем — мы так живём!»)

| Команда          | Приветствие | Биатлон | общий | ДЗ  | Итого |
| ---------------- | ----------- | ------- | ----- | --- | ----- |
| Плохая компания  | 4           | 0,9     | 4,9   | 4,2 | 9,1   |
| Союз             | 5           | 0,7     | 5,7   | 5   | 10,7  |
| Евразы           | 4,4         | 0,6     | 5     | 4   | 9     |
| Краснодар — Сочи | 4           | 0,5     | 4,5   | 3,8 | 8,3   |
| Сборная Физтеха  | 5           | 1       | 6     | 4,8 | 10,8  |
| Самоцветы        | 4           | 0,8     | 4,8   | 4   | 8,8   |

Результат игры:
1. Сборная Физтеха
2. Союз
3. Плохая компания
4. Сборная Евразийского института
5. Самоцветы — Наше серебро
6. Краснодар — Сочи

Чемпионом Премьер-лиги сезона 2012 стала Сборная Физтеха.
- После объявления результатов, Юлий Гусман попросил взять в Высшую лигу ещё и команду «Союз».

### Команды, попавшие в Высшую лигу
В Высшую лигу 2013 попали команды:
1. Сборная Физтеха — в качестве чемпионов
2. Союз — по специальному приглашению
3. Плохая компания — по результатам фестиваля «КиВиН 2013»
4. Евразы — по результатам фестиваля «КиВиН 2013»
5. Краснодар — Сочи — по результатам фестиваля «КиВиН 2013»

## Члены жюри
В жюри сидел 21 человек.
6 игр
- Дмитрий Бушуев

4 игры
- Юлия Ахмедова
- Демис Карибов
- Ольга Картункова
- Дмитрий Колчин

2 игры
- Евгений Донских
- Алексей Ляпичев
- Иван Пышненко
- Сангаджи Тарбаев

1 игра
- Илья Аксёнов
- Николай Архипенко
- Заурбек Байцаев
- Елена Борщёва
- Александр Гудков
- Юлий Гусман
- Максим Киселёв
- Сергей Писаренко
- Антон Сасин
- Андрей Скороход
- Дмитрий Шпеньков
- Александр Якушев (КВНщик)

## Видео
- Все игры сезона